# 神戸空港
神戸空港（こうべくうこう、英: Kobe Airport）は、兵庫県神戸市中央区の神戸空港島に位置する空港。運営は関西エアポート神戸株式会社が行う。愛称はマリンエア。

## 概説

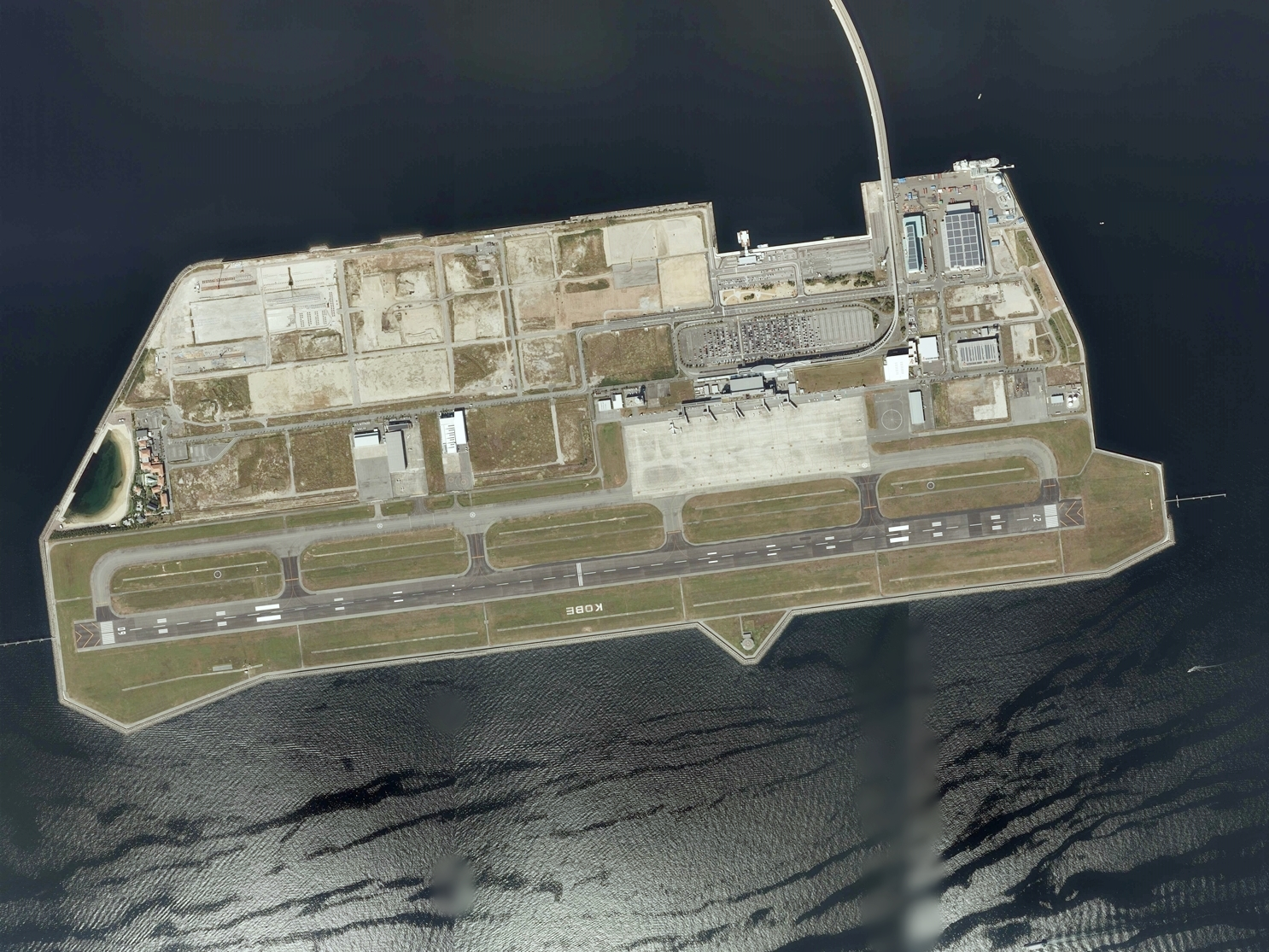
神戸空港の空中写真（2021年）

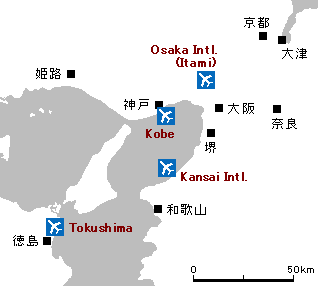
近接している環大阪湾地域の空港

大阪市の西約26キロメートル、神戸市の中心部である三宮の南約8キロメートルに位置する地方管理空港。関西国際空港・大阪国際空港（伊丹空港）とともに、関西三空港のひとつに数えられる。現在神戸複合産業団地のある場所を削り取って得た土砂と
瀬戸内海各地の土取場から取得した土砂を使って海上都市ポートアイランドの沖合約1キロメートルに造成された人工島の神戸空港島に建設され、2006年2月16日に開港。神戸市が設置・管理し、市営空港としては旭川空港・帯広空港に次いで国内3番目、旧第三種空港の中では、市が初めて建設から運営までを手がけた空港である。
開港以来、神戸市が空港運営を行っていたが、民間事業者に運営権を売却。2018年4月1日から、オリックス、ヴァンシ・エアポート、関西エアポートの3社によるコンソーシアムが設立した「関西エアポート神戸株式会社」が運営を開始し、同コンソーシアムが関西三空港を一体的に運営している。今後、空港ターミナルビルの改修や搭乗手続きの効率化、三空港の一体運営を活かした路線誘致などに取り組むことを予定している。
2500メートルの滑走路1本と空港ターミナルビルなどの施設がある。ターミナルビルは、コンパクトで誰もが使いやすいターミナルをコンセプトに設計され、隣接するポートライナー神戸空港駅と数メートルの連絡通路で直結する。三宮までの所要時間は、ポートライナーで18分、バスで22分（新神戸駅まで同じく直通22分）と、神戸市中心部へのアクセス利便性が高い。このほか、神戸-関空ベイ・シャトルが、関西国際空港との間を高速船により約30分で結んでいる。近くのポートライナー沿線には、理化学研究所計算科学研究センター、神戸医療産業都市、神戸コンベンションコンプレックスなどがあり、「日本一空港に近い」ことを謳っている。
IATA空港コードはUKBで、これはかつて神戸空港開港前に神戸につけられていた都市コードに由来する。現在の都市コードは、関西国際空港、大阪国際空港とともに、大阪を表すOSAを使用しており、航空時刻表や航空会社のWebサイトの予約画面などで「大阪（神戸）」と表記されることがある。
関西三空港の中では「神戸市及びその周辺の国内航空需要に対応する地方空港」と位置づけられており、開港当初より発着回数や運用時間、国際線の就航が制限されている。これに対し、県や市、関西経済界等からは発着規制の緩和や国際線の就航の必要性が訴えられており、2019年には初の規制緩和が実施された。また、2022年9月18日に開かれた第12回関西3空港懇談会で神戸空港の国際化が決まった。大阪・関西万博が開催される2025年までに国際チャーター便を、関西空港の混雑が予想される2030年前後に国際定期便を就航させ、1日最大発着回数40回を目指すことになった。
定期便は国内線のみ就航しており、国際線はチャーター便に限り運航できる。開港当初より定期便を就航するスカイマークは、東京国際空港と並ぶ拠点空港と位置づけているほか、2019年より就航したフジドリームエアラインズ（FDA）も、名古屋、静岡に次ぐ第3の拠点として就航本数を増やしており、規制緩和とともに各地へ国内路線を展開している。FDAを保有する鈴与グループがスカイマークの筆頭株主になり、スカイマークとFDAは旅客手荷物の連帯輸送契約を締結して神戸空港での協業を強化している。スカイマークは国際線に再参入し、神戸とアジア圏を結ぶチャーター便を運航する。また、新潟空港を本拠地とするトキエアも新潟 - 神戸線を就航した。
発着枠の拡大、国際チャーター便の乗り入れに対応するため、サブターミナルとして第2ターミナルビルが建設され、2025年4月18日から供用が開始された。

## 統計

### 利用者数
元のウィキデータクエリを参照してください.
| 空港乗降旅客数推移（人） | 空港乗降旅客数推移（人） | 空港乗降旅客数推移（人） | 空港乗降旅客数推移（人） |
| 年度                     | 国際線                   | 国内線                   | 合計                     |
| ------------------------ | ------------------------ | ------------------------ | ------------------------ |
| 2005年度                 | 0                        | 353,673                  | 353,673                  |
| 2006年度                 | 53                       | 2,742,951                | 2,743,004                |
| 2007年度                 | 552                      | 2,974,431                | 2,974,983                |
| 2008年度                 | 867                      | 2,578,807                | 2,579,674                |
| 2009年度                 | 52                       | 2,337,428                | 2,337,480                |
| 2010年度                 | 97                       | 2,219,790                | 2,219,887                |
| 2011年度                 | 410                      | 2,567,674                | 2,568,084                |
| 2012年度                 | 48                       | 2,410,295                | 2,410,343                |
| 2013年度                 | 43                       | 2,356,284                | 2,356,327                |
| 2014年度                 | 25                       | 2,446,430                | 2,446,455                |
| 2015年度                 | 44                       | 2,546,547                | 2,546,591                |
| 2016年度                 | 258                      | 2,783,378                | 2,783,636                |
| 2017年度                 | 121                      | 3,136,073                | 3,136,194                |
| 2018年度                 | 131                      | 3,189,959                | 3,190,090                |
| 2019年度                 | 74                       | 3,292,224                | 3,292,298                |
| 2020年度                 | 0                        | 1,213,380                | 1,213,380                |
| 2021年度                 | 3                        | 1,752,626                | 1,752,629                |
| 2022年度                 | 9                        | 3,109,106                | 3,109,115                |
| 2023年度                 | 17                       | 3,443,779                | 3,443,796                |

2021年度の着陸回数、旅客数は下記のとおり。全国97空港中、2021年度の着陸回数は第14位、乗降旅客数は第10位であった（地方管理空港内ではいずれも全国54空港中第1位）。
|  |

年間の航空機発着回数は３万4670回、航空旅客数は約344万人でそれぞれ地方管理空港の中では第1位を誇る。路線別では、旅客数は神戸 - 東京便で 1,086,271人 と全国の発着便の中で第25位、座席利用率は神戸 - 東京便で 82.9% と全国の発着便の中で第16位であった。
また、2019年（暦年）の年間の発着回数は31,410回、国内線旅客数は3,363,237人を記録し暦年として過去最多を記録した。また、搭乗率は 80.4% と前年に引き続き過去最高を記録するなど好調な伸びを示している。
開港当初の旅客数は、2006年度約274万人、2007年度は約297万人と、当初の需要予測の約93%を達成したが、その後は予測と乖離が広がった。これは需要予測の前提条件に「各航空会社が機材を段階的に大型化する」と想定されていたことに対し、実際は全国的に国内線の機材が年々小型化し多頻度運航が主流となったことが原因の1つとされている。さらに、2001年に発生したアメリカ同時多発テロ事件や景気悪化を受け、全国的に航空需要が低迷し始めた時期に開港したことや、2008年度にスカイマークの乗務員不足による大幅欠航、2009年度に神戸市内新型インフルエンザ流行、2010年度に日本航空事実上の倒産（5月に全面撤退）なども影響し、2007年度をピークに2010年度まで旅客数が減少傾向となった。2011年度には約250万人まで回復したものの、2012年3月には関西国際空港で格安航空会社が就航し、これまで神戸空港のスカイマーク便を利用していた乗客がピーチ便に流れ旅客数に大きく影響した。一方で、2009年1月にスカイマークが神戸空港を「関西の拠点」と位置付け神戸空港発着の路線を大幅に増やす中期経営計画を発表、神戸空港の知名度上昇とともに、経営再建が順調に進む同社が後押しし旅客数が再び上昇傾向となった。
運営を引き継ぐ関西エアポート神戸は、2017年7月の運営事業者コンセッションの際、2022年度に300万人を目指すとしていたが、運営権売却直前の2017年には300万人を突破した。ただし、既に当時の発着枠上限である60便（30往復）に達し規制緩和の声が強まっていたものの、一向に緩和されない状況であったため、規制緩和がされない限り旅客数の伸びしろは限られるとみて上方修正はしないとしていた。しかし、想定以上の伸びを示すことから、2018年2月に発表した中期計画（2018-2022年度）で上方修正し、2018年度に313万人、2022年度に327万人の需要予測を発表した。翌年、規制緩和が行われた影響で、2019年9月に再度さらに上方修正した需要予測を発表している。上方修正前の予測である2022年度に327万人を大きく前倒し、2019年度には達成する見込みである。一方、2020年3月には規制緩和後の80便（40往復）が早くも埋まった。
2020年は新型コロナウイルス感染拡大の影響により年間利用者数が前年に比べてマイナス52%の163万人と、過去最低水準まで落ち込んだが、2023年度からはコロナ前の水準以上にまで回復している。
2023年には、これまでの最高であった2019年の336万人を上回る343万人の利用者数を記録した。
2024年7月15日、第14回関西3空港懇談会が開催され、関西空港と神戸空港の発着枠を増やすために国が示した淡路島上空の新しい飛行ルートの案について、兵庫県や大阪府など地元自治体が合意した。関西空港は１時間あたりの発着枠が45回から60回に増え、神戸空港は1日あたりの国内線の発着枠が80回から120回に増える。2025年3月20日から新ルートでの運用が始まり、両空港での増便が可能になった。

## 歴史

### 開港まで

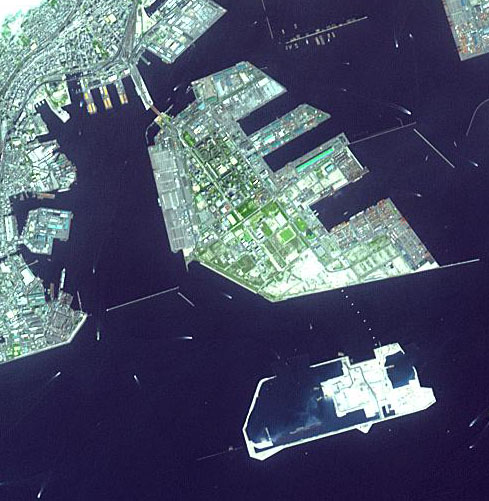
建設中の神戸空港

#### 空港建設計画の発端
この地区の空港建設計画は1946年の「市復興基本計画要綱」に初めて登場する。具体的な神戸沖空港建設の計画は、1969年5月に当時の運輸省の関西新空港構想に始まっている。この構想では、関西新空港予定地は神戸沖の他にも、播磨灘、淡路島、泉州沖が想定されていたが、大都市圏からのアクセスの利便性により神戸沖が有力とみられていた。

#### 建設への反対
一方、1972年当時は、大阪国際空港の騒音が裁判にもなり、また公害反対を強く主張する革新勢力に力があった時代でもあったことから、神戸市会は神戸沖空港反対決議を賛成多数で可決。翌1973年の市長選挙では空港問題が争点となり、当時の宮崎辰雄市長も神戸沖空港の反対を表明、空港推進派が推す砂田重民を退けて再選された。このような経緯もあり、翌年に出された答申は泉州沖を最適とした。宮崎市長の反対の背景には、高度経済成長と共に社会問題となっていた公害、環境問題に対する世論の関心の高まり、成田・伊丹を契機とする、反騒音・反公害運動の活発化を無視できなかったことにある。事実、1970年からの泉州各市と2度にわたる大阪府の泉州案反対決議、淡路島の各自治体による淡路案反対決議、伊丹市の大阪空港撤去都市宣言（1973年10月）など、この時期は空港そのものに対する反対がかなり強いものであった。泉州沖の答申が出た後でも、例えば1976年の泉州沖の観測塔設置について、「空港の建設を前提としたものではない」と府知事が国と約束するなど、なお根強い反対に配慮する必要があったほどである。このように大阪湾岸の自治体がこぞって反対をしている中で、神戸市は神戸沖に積極的と見られていただけに、神戸の反対は立地を審議する審議会に対する影響が大きく、この経緯が立地選定に決定的だった、とする意見は現在でも多い。しかし同時に、泉州は人口が比較的少なく開発余地が多いことから、当時の視点ではむしろ神戸沖以上の高い評価点を得ていた。

#### 現神戸空港計画の始まり
このような反対の中での関西空港の建設は、第一次答申後5年もたった1980年にようやく第2次答申が出るなど長期にわたる。この間、1970年代後半から1980年代になり、空港に対する意識が変化し始め、大阪国際空港周辺では空港存続、神戸では神戸沖の再評価あるいは誘致、泉州では泉州沖促進という方向への政策転換が次第に目立つようになる。神戸においても、1982年、神戸市会が神戸空港の建設を求めて反対決議の転換書を採択、これを受けて宮崎市長自らが運輸省に「神戸沖空港試案」を提出した。泉州11市町でも反対決議が順次取り下げられ、さらには要望決議を採択するように転換してきた。国自身は泉州沖推進の立場を維持しつづけ、神戸沖案は不適格、審議会で解決済みとして再審議の可能性を否定した。しかし、神戸沖の必要性＝泉州沖の問題を指摘する活動は、兵庫県、神戸市を中心として継続し、泉州沖への同意を渋る兵庫県が、関空実施案への同意表明を行ったのとあわせ、地方空港としての神戸空港の調査協力を運輸省から引き出した。ここが、現神戸空港計画のスタートラインとなる。

#### 全会一致の推進議決
その後は年表のように、神戸空港の計画そのものは行政レベルでは継続的に進んでいたが、大阪湾の水質汚濁など環境問題、近隣に大阪国際空港や関西空港があることによる採算の問題、空域の調整の難しさや船舶航路との干渉、予定地域の活断層など安全性の問題などに疑問を持つ人がおり、早期から反対運動が存在した。1990年の全会一致の推進議決の段階でも、議会内に空港反対の意見が存在し、社会党と新社会の分裂の要素の1つとなった。また、「神戸空港を考える会」も発足した。しかしこれらの活動は概して限定的で全市民的な運動とは成り得ていなかった。

#### 阪神・淡路大震災後
神戸空港問題が大きな市民活動になったのは、やはり阪神・淡路大震災後である。笹山市長は引き続き空港建設を明言し、震災復興計画に神戸空港計画を盛り込んで「防災の拠点」と位置づけた。しかし震災で日々の生活にダメージをうけた市民の感情とは大きく乖離し、むしろ逆なでしたものとして大きな反発を招いた。しかしこの時、笹山市長は「市民に財政負担は一切かけない」と明言した。笹山市長の案では、空港埋立地の売却益によって、市税を使うことなく、債務を完済出来るという考えであった。しかし、埋め立てを中心とした土地開発行政、いわゆる「神戸方式」は実質的にはバブル崩壊以前から行き詰ってきていたが、『一度覚えた成功方式』の転換、修正は困難であった。震災前から増加しつつあった市債が急増し、起債残高が一般会計、特別会計等をあわせ3兆円にもなり、財政的に厳しい状況での大規模プロジェクトを危惧する考えなどもあわせ、また、他の地方空港が経営的に成功している例がないこともあって、空港反対は次第に大きな市民運動と発展した。

#### 住民投票条例案と訴訟
この間、神戸で震災ボランティアに携わった作家の田中康夫（後に長野県知事、参議院議員、衆議院議員、新党日本代表）が「勝手連的に」、「神戸市民投票を実現する会」を結成、自らがその代表を名乗り市民運動への取り組みを見せ、知名度の高さや神戸を頻繁に訪問するなど積極的に活動を重ね、市民運動の広がりを助けた。そうしてこの運動は、「神戸空港建設の是非を問う住民投票条例」を求める直接請求運動として展開され、その受け皿として市民団体「神戸空港・住民投票の会」が組織された。
なお、田中康夫は市民サークルとしての「実現する会」とその代表の地位にとどまる一方、直接請求運動の“本体”である「神戸空港・住民投票の会」の「代表世話人」をも兼任する。署名運動はいくつかの団体の連合体として進んだので、このこと自体は問題ではない。しかし、条例案否決以降、運動の後半期には、たくさんの団体たちが統一的に動くことが難しくなり、田中康夫についても、後に市長リコールに対して「市民運動が政治運動化する」という理由から反対したことなどもあり、「運動の分断を招いている」「事実上の分派活動ではないか」との批判が発生することになる。「神戸空港・住民投票運動」において果たした役割が大きいことは言うまでもないが、運輸省・環境省に対する応援署名など、法的効力に乏しい署名運動に熱心だった一方、前述のように市長リコールに反対して運動から事実上降りるなど条例否決後の市民運動が伸び悩んだ。
1998年、住民投票条例の直接請求を求める署名運動が展開されて有効署名は30万7797人に達した。この直接請求を受けて「神戸空港建設の是非を問う住民投票条例案」が議会に提案されるが、空港建設推進派が多数を占めていた議会では、大差で否決された。1999年に行われた市議会選挙では、空港反対派の議員が増加したものの、議会構成に影響があるほどの勢力にはなり得なかった（空港反対19 → 23, 推進51 → 49）。その後、市長リコールの直接請求署名運動も行われるが盛り上がらず失敗。また1999年には野党議員によって「神戸空港建設の是非を問う住民投票条例案」が市議会に提案されるがこれも賛成少数で否決された。2001年の神戸市長選挙では、神戸市助役で元空港整備本部長だった矢田立郎（無所属）が初当選、このとき空港反対派は候補者一本化に失敗した。さらに建設活動や手続きが進むにつれて市民運動としては沈静化に向かい、2003年の市議会選挙では、建設反対派議員は議席を減らす結果となり、ほぼ震災前の水準に逆戻りした。一部の市民グループによって、空港工事差し止めの一連の訴訟が行われたものの、そのうち一つが2004年に神戸地裁で棄却。2005年大阪高裁。2007年の最高裁と棄却されるなど成功していない。2005年には、小型機用地利用に関する差し止め訴訟も神戸地裁で棄却され、神戸空港を開港前に中止するような方法は困難となった。開港前の最後の選挙である2005年の神戸市長選挙ではまたも候補一本化に失敗し、対立候補の一人は空港反対を争点にしたものの盛り上がらず、現職の矢田候補が再選された。2006年2月16日、これらの経緯をふまえて神戸空港が開港した。

### 開港

#### 市営時代
開港時の便数は、日本航空 (JAL)と全日本空輸 (ANA)がそれぞれ1日10便、スカイマーク (SKY)が1日7便。いずれの航空会社も東京/羽田便が中心になり、SKYの全7便と、JALとANAがそれぞれ2往復で、東京/羽田線は3社計11往復。その他の就航先は札幌/新千歳（3便）、仙台（2便）、新潟（2便）、熊本（1便）、鹿児島（4便）、沖縄/那覇（4便）であり、合計27便で開港した（カッコ内は開港時の設定便数）。しかし、開港前の2005年11月14日に開催された「関西3空港懇談会」で、当時集客・利用促進が課題となっていた関西国際空港に配慮した運用規制が設けられ、発着回数は1日あたり60便（30往復）まで、国際定期便・チャーター便（オウンユースを除く）の運航禁止、運用時間15時間（7時から22時まで）と規制され、海上空港としての機能を活かしきれない状態での出発となった。2006年度の平均搭乗率は60.4%であり、初年度に利用者数の少ない便に関しては、各社撤退や減便を行った。一方で、観光客利用の多い北海道や沖縄への便、ビジネス利用の多い東京（羽田）便に関しては、増便の傾向にあった。また、期待されていたプライベートジェットに関しては、開港時はわずか4機に留まった。
2006年9月28日より『国際ビジネスジェット』が就航したため、税関や入国管理・検疫などを扱う出入国審査室が旅客ターミナルビル1階に設けられた。当初はビジネスジェット到着時に関係職員が臨時的に対応しており、利用申請の締切が2週間前（入国時）までと早く、時間も平日の9時 - 17時のみの対応と限られるなど不便な要素が多かった。当初は植物検疫ができなかったため、機内の生ゴミが捨てられなかったが、2012年4月の植物防疫法施行規則の改正によって、徳島飛行場（徳島空港）とともに「携帯する植物については」輸入可能な海港・空港に指定されたことにより、その状況については問題が解消している。
関西3空港のひとつである神戸空港は関西政界に大きく影響を与えており、各方面で様々な議論が行われている。かつては大阪の政財界には神戸空港不要論があり、南海電気鉄道会長である山中諄関西経済同友会代表幹事は、2009年10月22日の記者会見で「関空の機能強化を目指すなら、神戸を廃止し、伊丹の（主要）機能を関空に移転するのがベターではないか」と述べた。また「神戸空港廃止後は、政府の危機管理向けやヘリポートなどの代替機能を担うべきだ」との見解を示した。また、井戸敏三兵庫県知事、矢田立郎神戸市長（当時）の二人が神戸空港、関西国際空港、大阪国際空港の共存を主張するのに対し、かつては橋下徹大阪府知事（当時）が大阪国際空港の廃港を持論としており、2010年1月27日には神戸空港について「結果から見れば失策」と述べ、伊丹を廃止すればその分、関西、神戸両空港に路線が集まると主張していた。

#### 関西エアポート神戸への運営権売却
開港から10年経過した2016年9月13日、神戸市が神戸空港を42年間のコンセッション方式で運営権売却する方針を表明した。開港前から議論されていた関西3空港一体運営を目的としているため、運営権の優先交渉権者は、2016年度より関西国際空港、大阪国際空港の両空港を運営する関西エアポートと密接な関係を有する会社を想定したものとなった。募集には3グループが名乗り出たが、最終的にはオリックス、ヴァンシ・エアポート、関西エアポート3社陣営グループが優先交渉権者に決定。2017年9月26日、関西エアポート神戸株式会社と神戸市の間で「神戸空港特定運営事業等公共施設等運営権実施契約」を締結し、2018年4月1日より、関西エアポートの子会社である「関西エアポート神戸株式会社」による民間運営に完全移行した。
関西エアポート神戸株式会社による運営は、2018年度から2059年度までの42年間（合意延長された場合は2069年度まで）を予定しており、空港用地および空港施設は神戸市が継続して所有し、滑走路等航空系事業およびターミナルビル等非航空系事業双方の運営、維持管理を行う。活性化施策として、機材大型化の働きかけ、ビジネス需要喚起、航空旅客の重複（カニバリゼーション）を抑えた路線誘致、ターミナルビル改修による商業エリアの大幅拡張、旅客誘導改善による店舗への入店率向上、搭乗手続きの効率向上と旅客回遊時間の拡大、神戸らしさ、関西らしさが感じられる特色ある商品構成と店舗でのスピーディーなサービスなどを挙げている。具体的には、関西国際空港・大阪国際空港で採用しているスマートレーンの導入、3空港連携イベントの開催、ブランド店舗の誘致、駐機スポットや到着バゲージコンベアの増設、店舗配置などのレイアウト変更、出発エリアの店舗の増設・拡張などが提案されている。1階到着ロビーや2階搭乗待合室の改修イメージはすでに公開されており、民間移行後早い段階で改修が行われる予定である。関西エアポート神戸の山谷佳之社長は「地方路線を運航したい航空会社を全力で支援する」と述べ、都心に近い神戸空港の優位性を生かし神戸空港の地方路線を拡充させる意向を明らかにした。着陸料等の料金施策は、当初は現行維持を原則とするが、将来的には使用機材と重量による料金体系の見直しや、インセンティブ制度の導入を検討する。また、旅客数は2022年度で300万人とする目標数値を市に提案していたが、運営権売却前の2017年度に前倒しで300万人を突破した。

#### 規制緩和
神戸市は、運営権売却前から規制緩和の働きかけを国に行い続けていたが実現せず、運営権売却を機に関西政財界全体で規制緩和を働きかける動きが広まった。スカイマークの佐山展生会長は「規制緩和されると関西の窓口は神戸になる」と述べ、運用時間が24時間に伸びた場合「大阪国際空港や新幹線と比べて夜間の遅い時間帯に東京-関西を移動でき便利になる」と、規制緩和に期待感を示した。また、吉村洋文大阪市長も2017年7月26日、「足を引っ張るのでなく、規制緩和でお互いを伸ばすべき」として神戸空港の国際化、24時間化に言及した。規制緩和に向けては、運用規制を定めた「関西3空港懇談会（3空港懇）」で議論が必要であるが、2010年4月を最後に開催されておらず、井戸敏三兵庫県知事や松井一郎大阪府知事をはじめ関係者が早期開催を要望していた。
2017年7月、懇談会の座長である関西経済連合会の松本正義会長は運用時間規制などの規制緩和に向けた検討を進める意向を明らかにした。当初規制緩和などには慎重な考えであった同氏だが、同年11月28日には「規制緩和は絶対にやる必要がある」と述べ、2018年中に懇談会を再開させる方針を表明するなど、規制緩和へ機運が高まっていた。
このような中、2018年9月4日に接近・上陸した平成30年台風第21号により、関西国際空港で甚大な被害を被った。1期島のほぼ全域が冠水し、浸水に伴い空港内で停電が発生、さらに関西国際空港連絡橋にタンカーが衝突し空港機能は完全マヒ、数日間閉鎖される事態に陥った。9月5日深夜3時、空港内から出られなくなった空港職員や乗客を対象に、神戸-関西ベイ・シャトルの高速船を利用した関西国際空港→神戸空港の高速船輸送を開始すると発表、早朝6時より15分～20分間隔の高頻度で乗客を無料輸送した。当時は完全に交通機関が寸断されており、関西国際空港から最初に人々を運んだ交通機関となった。その後も9月14日の関空第1ターミナル一部再開に伴い、25日まで定期便に加えて1日最大12往復の臨時便を運航した。
発災直後は関空の復旧目途が全く立っておらず、9月6日には関空機能を神戸空港・伊丹空港で代替できるよう調整に乗り出した。9月10日には国土交通省が市に対し協力依頼を要請し、12日より市が協力受け入れを回答する形で代替受け入れが正式に決定した。国交省からの要請として国際線を含めた1日30便の増便を受け入れ、このほかに松井一郎大阪府知事の要請として運用時間の2時間拡大（7時-22時→6時-23時）に対応する用意があるとした。これをうけ、ターミナルビル1階東側に国内線と国際線の動線を分ける仕切りを設置し、機材置き場を確保するなどの国際線受け入れの準備が整えられたほか、深夜早朝を含めた臨時増便に備え、ポートライナーを運行する神戸新交通はダイヤ改正を検討し代替受け入れの体制を整えた。9月16日・17日には全日本空輸 (ANA) の羽田臨時便4便が運航された。なお、関空の復旧作業が急ピッチで進められたことから、9月21日にはほぼ通常通りの旅客便に戻り、10月11日に代替措置は終了したため、実際に国際線を受け入れることは無く終了した。しかし、関空に依存する危機管理上のリスクも表面化されたことから、これを機にリスク分散がさらに強く訴えられ、規制緩和に向けての動きが加速することとなった。
2018年末に関西3空港懇談会が8年ぶりに再開され、出席した井戸敏三兵庫県知事は夜2時間、早朝1時間の延長と、1日120便の拡大、国際チャーター便の就航を要望した。翌年の2019年5月11日の第9回関西3空港懇談会においては、3空港の方針が取りまとめられ正式に合意された。神戸空港の役割はあくまで関西空港・伊丹空港を補完する機能のままとしながらも、長年実現しなかった規制緩和や国際線を検討する内容が盛り込まれた取りまとめとなっている。概要は以下の通り。
- 2021年頃までの短期の視点に立った取組
  - 国内線発着枠の段階的拡大（最大発着回数60回→80回/日）
  - 運用時間を段階的に拡大（運用時間を22時→23時まで延長）
  - 空港アクセス強化の検討
  - 国際プライベートジェットの受入推進（必要なCIQ体制整備等についての関係省庁への協力要請等）
  - 3空港の災害対応力向上、発災時の3空港相互支援体制などの整備
- 2025年頃までの中期の視点に立った取組
  - 国際化を含む空港機能のあり方の検討

これまでの3空港懇は国土交通省側からの働きかけで開催されていたものであるが、今回初めて関西経済連合から開催を求めており、今後も適宜（原則年1回程度）継続開催するとされていることから、定期的な運用に改められていることがポイントである。懇親会の座長を務める関西経済連合会の松本正義会長は、国際化に関して「ただの検討ではない」として実現に向けての検討を強調しているが、あわせて国際線就航に向けてのターミナルビル拡張やアクセス強化を条件として求めている。なお取りまとめに対しては、久元喜造神戸市長は「関係者の皆さまに感謝したい」と回答し空港アクセスの増強や新ターミナルの建設に向けて検討を急ぐ姿勢を示した。井戸敏三兵庫県知事は「緩和の方向性が明確になったことを評価したい」としつつ「満額回答ではない、値切られた」とし、発着枠拡大分が20便にとどまったことに不満を示した。また、懇談会では仁坂吉伸和歌山県知事が強く反発する場面もあったといい、地域間の利害の不一致が結果に影響した可能性があるとしている。
発着枠の拡大を受けて、スカイマークは7月5日に那覇、長崎、茨城の各路線で増便を実施することを発表。同日に合同記者会見を行ったフジドリームエアラインズも新規就航を検討していると明らかにした。8月1日にスカイマークの増便が実施され、3空港懇から3か月足らずで初の規制緩和運用がスタートした。

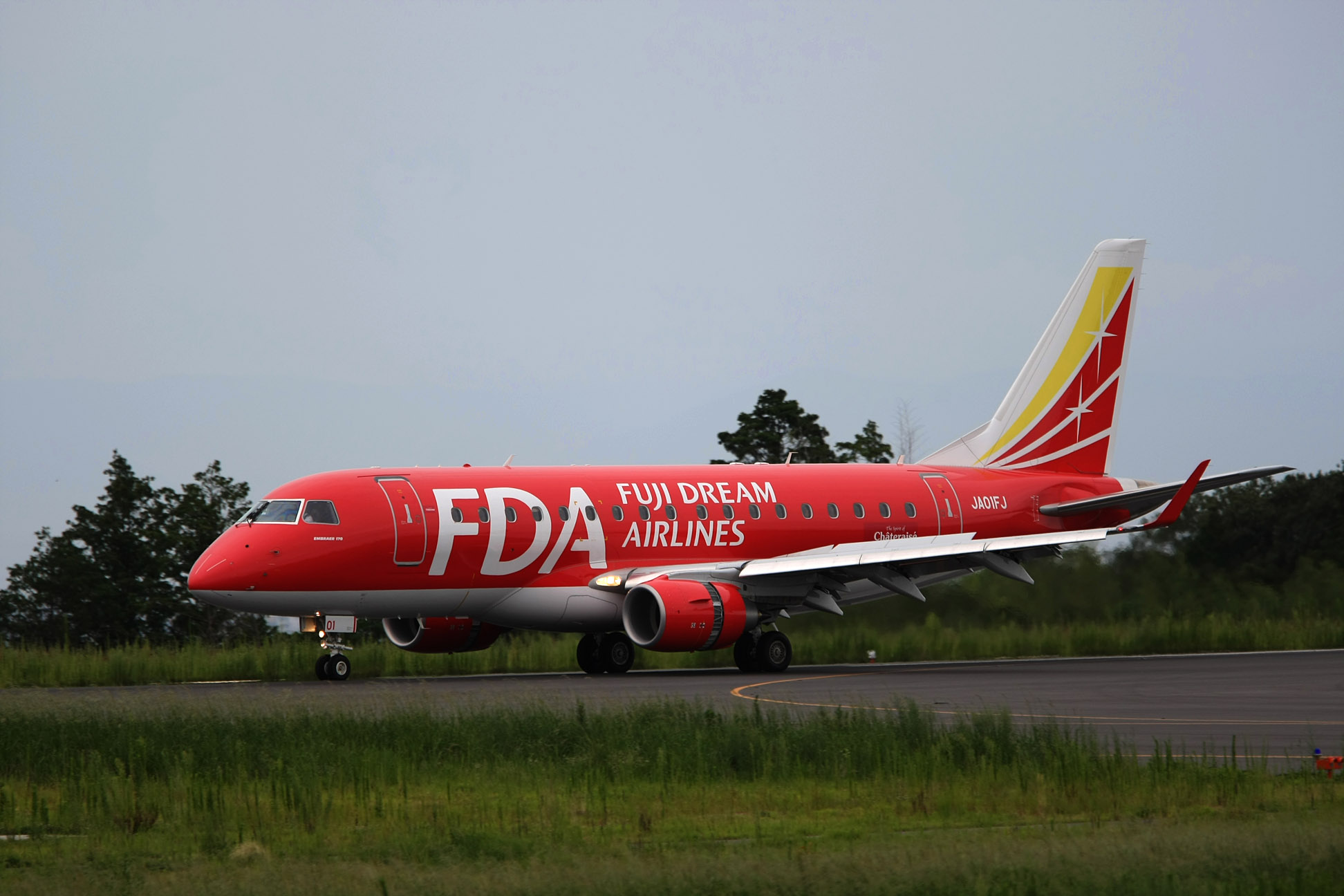
神戸空港でのFDAのエンブラエル170

10月からはフジドリームエアラインズが新規就航し、松本空港、出雲空港の間で運航を開始した。FDAは団体向けのチャーター便を除いて関西圏の空港初の定期就航となり、神戸空港からの松本、出雲への就航も初となる。新規航空会社の乗り入れは2013年のソラシドエア、エアドゥ以来となった。この後も高知空港、青森空港への新規就航が続き、スカイマークも増便を発表したことから2020年3月29日には早くも規制緩和分の20便（10往復）分を使い切ることとなる。井戸敏三兵庫県知事は、次回の3空港懇でさらなる発着枠の拡大を求めていくとしている。
運用時間の拡大に関しては、管制官の確保のために国の予算措置が必要であるため持ち越しとなっていたが、8月28日には国交省が運用時間延長のための人員増を要求したと報道された。これは、2020年度予算の概算要求で管制官や航空管制技術官など6人の増員を要求したことによるものである。2020年1月24日には、運用時間延長を活用した羽田便がスカイマークの夏ダイヤで運航されることが決定し、2020年3月29日より23時までの運用時間延長が行われる。

#### 国際化
2020年11月28日、第10回関西３空港懇談会が大阪市内で開催され、松本正義関経連会長、和田浩一国土交通省航空局長、吉村洋文大阪府知事、井戸敏三兵庫県知事、山谷佳之関西エアポート社長らが出席した。新型コロナウイルス感染拡大の影響によって関西3空港が危機的状況にあり、収束が見通せない中で、関西空港で働く1万7千人の雇用を維持する必要性を確認し、関西空港の発着枠拡大と神戸空港の国際化の検討を続けることを申し合わせた。また、関西３空港の機能維持・強化を求める国への要望書を決議した。
1. 空港機能維持のための支援措置の延長：航空需要が一定程度回復するまでの間、雇用調整助成金の特例措置の延長及び要件緩和の継続など、必要な支援措置を講じること。
2. 水際対策の強化：関西空港の水際対策について、施設と人員体制の拡充、ICT化を早期に実現すること。出国検査についても、国が必要な体制整備を主導すること。
3. 関西空港の第一ターミナル（T1）リノベーションへの支援：世界水準のインバウンド対応機能の実現、旅客処理能力の大幅向上と過密化対策など、万博開催までに大規模改修が完了するよう、資金面での支援策を講じること。

2021年は新型コロナウイルスの影響で開催が見送られたが、2022年1月13日に第11回関西3空港懇談会が大阪市内で開催され、座長を務める松本正義関経連会長、久保田雅晴国土交通省航空局長、各自治体の首長、山谷佳之関西エアポート社長らが出席した。関西空港のT1リノベーションや災害対応力強化、伊丹空港の定時運航率向上、神戸空港の国内線発着枠・運用時間の拡大やアクセス改善など、第9回懇談会での「取りまとめ」後の状況について報告され、意見交換が行われた。新型コロナウイルス禍で航空需要の落ち込みが続くなか、コロナ収束を見据えて、関西空港の発着回数上限（年間23万回）引き上げに向けた検証、関西空港の将来航空需要の精査、神戸空港の国際化の検討を着実に進め、両空港の機能を強化していくことが確認された。
| 項目     | 報告と取組 |
| -------- | --- |
| 基本方針 | - 新型コロナの収束により、入国規制が解除されるタイミングを捉え、速やかに航空ネットワークや需要を回復させる。 - 2025 年までに、万全な空港受入体制を整えることにより、国家プロジェクトとして、関西一体で取り組む「大阪・関西万博」の成功を期すとともに、さらなる関西の成長へと繋げていく。 - 今年度末に関西観光本部において策定が予定されている「関西ツーリズムグランドデザイン 2025」などをベースに、迅速に需要回復を図るための取組を準備し、関西の官民が一丸となって進める。 |
| 関西空港 | - コロナ収束後を見据え、国際拠点空港として、一層の競争力向上と機能強化を図っていく。 - 新型コロナ発生前の2019年実績等を踏まえ、2025年万博開催時とその後の成長に適切に対応できるよう、現行空域における発着回数上限引き上げに向けた検証を国土交通省に依頼した。 - 調査委員会による将来航空需要の予測については、現時点においても新型コロナの動向等、見極めが困難であることから、次回懇談会への報告に向けて精査を継続する。                                                     |
| 伊丹空港 | - 引き続き、都市型空港として、地域社会との共生を基本に、環境改善と利用者の利便性向上に努める。 |
| 神戸空港 | - 関空・伊丹を補完する観点からの国際化を含む空港機能のあり方について、関西エアポート及び神戸市による検討を深化させ、次回懇談会で報告を受ける。 |

2022年9月18日、大阪市内で第12回関西3空港懇談会が開催され、関西３空港および関西空港の容量拡張の目標や神戸空港の国際化などで合意した。関西エアポートから「関西の将来航空需要に関する調査委員会」中間報告、国土交通省から現行空域における最大発着回数の検証結果、関西エアポートと神戸市から神戸空港のあり方に関する検討結果がそれぞれ報告された。これらの報告を踏まえて、「取りまとめ」案について意見交換を行い、全会一致で合意に至った。神戸空港では、万博が開催される2025年までに国際チャーター便を受け入れた上で、関西空港の混雑が予想される2030年前後に国際定期便を就航させ、1日最大発着回数40回を目指す。

### 年表
大阪国際空港・関西国際空港と関連する事項についての詳細は関西三空港の経緯と現状を参照のこと。
- 1946年00年00日 空港建設計画が「市復興基本計画要綱」に初めて登場。
- 1971年07月00日 神戸市、ポートアイランド沖空港試案発表。埋立面積1100ha, 滑走路4000m×4+3200m×2。
- 1971年10月00日 航空審議会 関西国際空港部会設置。
- 1973年03月00日 神戸市会で、関空神戸沖案に宮崎辰雄市長が反対表明。
- 1973年10月00日 神戸市長選挙。革新候補として空港反対の宮崎市長が、空港推進の自民党の砂田重民候補を破る。
- 1973年10月00日 伊丹市、大阪空港撤去都市宣言。
- （1974年08月00日 関空泉州沖答申） 神戸財界は関空の補助空港としての神戸沖空港誘致をめざす（10月22日。商工会議所計画）
- （1979年09月 から1982年4月にかけて 泉州自治体での反対決議の撤回）
- 1980年11月00日 石井試案（当時自民党航空対策部会副委員長の石井一氏私案）の発表。遠くて高コストの泉州沖をやめて阪神沖（神戸沖）に関空を建設という内容。
- 1981年04月00日 参議院で社会党議員の石井試案に対する質問に塩川正十郎運輸大臣答弁。神戸沖は審議会で検討済。その上で泉州が適格と判断したから再検討はない。
- 1982年05月00日 神戸市議会が神戸沖空港建設を求める決議（ほぼ同時期に大阪、和歌山で泉州沖要望決議）。
- 1982年06月00日 「神戸沖新空港計画試案」（3000m×1、将来拡張して2本）発表。宮崎市長が運輸省に提出。小坂運輸大臣受取り拒否。
- 1982年12月00日 運輸大臣が坂井兵庫県知事と神戸空港に関して会談。新国際空港の必要性で合意。
- 1984年06月00日 兵庫県が泉州沖案（三点セット）に合意。このとき兵庫県が要求する神戸空港の実現の調査協力に運輸省が合意。
- （1984年10月00日 関空会社設立）
- 1985年05月00日 神戸市会、第5次空港整備5箇年計画（5次空整）への神戸空港組み入れ要望を議決。
- 1986年06月00日 5次空整へ神戸空港の調査計画が、欄外記載の形で組み入れ。
- 1990年03月00日 神戸市会、第6次空港整備5箇年計画（6次空整）への神戸空港組み入れ要望を全会一致で議決。
- （1990年12月00日 大阪国際空港存続決定）
- 1991年11月00日 国の6次空整で「予定事業」化。
- 1993年08月00日 新規事業へ格上げ。
- 1994年12月00日 着工準備調査費が1995年度政府予算に計上。
- 1995年01月17日 阪神・淡路大震災。
- 1995年06月00日 「神戸市復興計画」策定：神戸空港の整備を盛り込む。
- 1995年10月00日 神戸空港及び空港島を含む神戸港の港湾計画の変更の環境アセスメント開始。
- 1996年11月00日 神戸港港湾計画の変更。飛行場許可申請
- 1997年02月19日 国による飛行場設置認可[80]。
- 1997年03月00日 国による港湾計画の認可。
- 1997年10月00日 神戸市長選挙。オール与党体制から共産党が離脱して推薦した、空港反対の大西和雄候補が22万5千票を集めるものの現職の笹山幸俊候補（27万1千票）に敗れる。
- 1998年03月00日 神戸空港・住民投票の会成立。
- 1998年10月00日 埋め立てに係わる環境アセスメント（公有水面埋立）の評価書提出・縦覧。
- 1998年10月00日 住民投票署名 有効署名数30万7797人（市選管発表）。
- 1998年11月00日 臨時市議会：建設の是非を問う住民投票条例案を市議会が否決（議事録は高碕啓子「議会という装置」で発刊）。

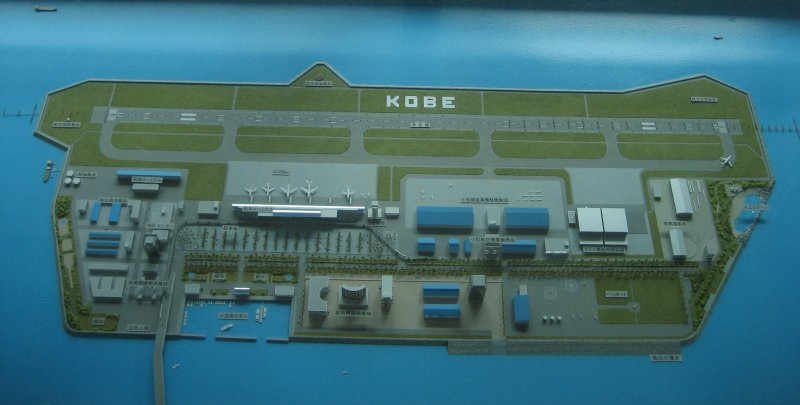
完成予想モデル

- 1999年06月00日 空港島の埋立免許取得。
- 1999年09月00日 神戸空港島埋立てが着工。
- 2000年05月00日 市長リコール署名。有効約8万7000筆で不成立。
- 2001年10月00日 神戸市長選挙。反対派候補が分裂し、推進派の矢田立郎が約21万票を集め初当選。木村史暁約12万票、吉田順一約6万票、池上徹約4万票、上野泰昭約1万5千。
- 2004年03月00日 空港への支出返還訴訟で、神戸地裁が棄却。
- 2005年11月00日 JAL、ANA、SKYの航空3社が運航ダイヤを発表、7路線に1日27便（往復）就航が決定。
- 2006年02月02日 神戸スカイブリッジ一般供用開始、ポートライナー延伸部分開業。

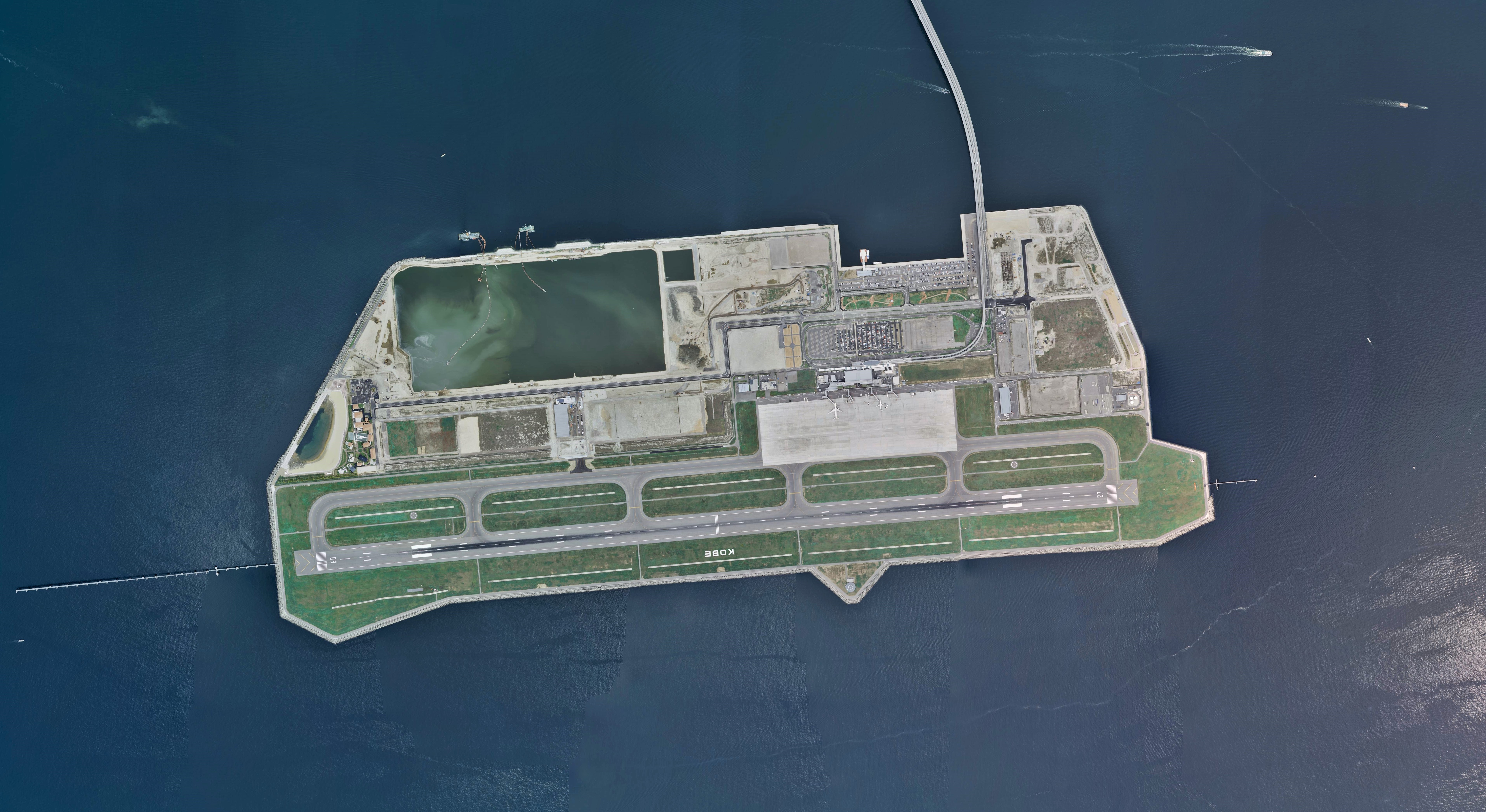
神戸空港の空中写真。
。2009年撮影。

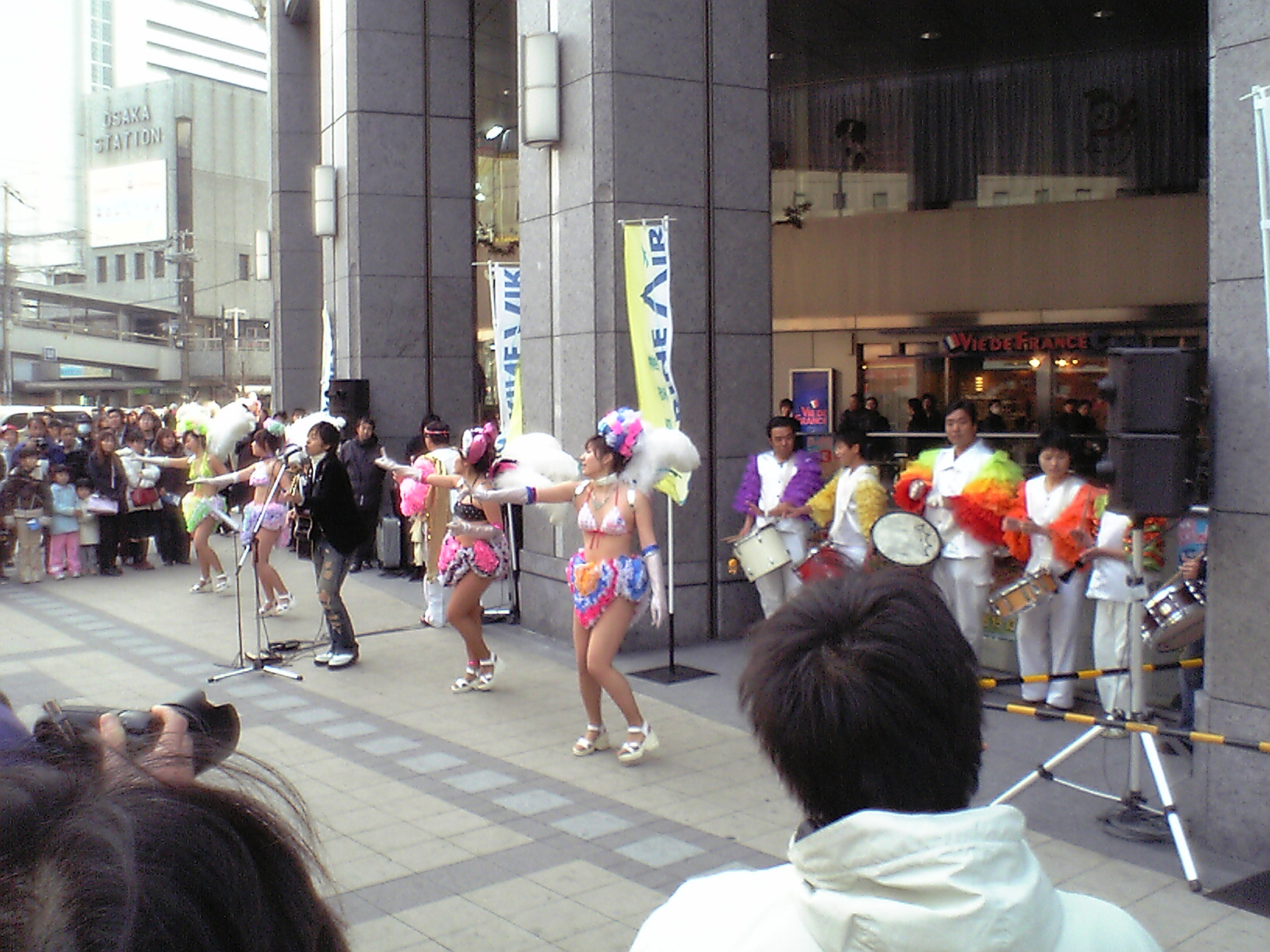
ヨドバシカメラ梅田店前で行われた開港記念イベント（2006年2月11日）

- 2006年02月16日 開港。午前5時50分に開港式。同7時21分に一番機の東京国際空港行き日本航空ボーイング777-300 (JA752J)が明石海峡方向27に離陸。同8時4分に定期便着陸一番機である羽田空港発の全日空ボーイング767-300 (JA8579)が明石海峡方向09より到着。開港後、数ヶ月の間に多数の見学者が訪れた。見学者数は開港1年で約214万人となった。
- 2006年09月28日 C（税関）・I（出入国管理）・Q（検疫）との調整により、初の国際便（セスナ・サイティーションを使ったビジネスジェット）が就航。
- 2007年05月15日 空港駐車場では初となる、IBAサービスを開始。
- 2007年09月08日 第三種空港としては異例の、旅客機を使った初の国際チャーター便（ANA1791便、767-300ER JA606A パンダジェット）が中華人民共和国・天津に向けて飛び立った。
- 2007年09月14日 外国の航空会社の航空機では初となる国際チャーター便（海南航空HU-7931便、長安航空737型機を使用）を受け入れた。
- 2010年06月01日 日本航空グループが撤退。
- 2010年06月24日 スカイマークが自衛隊主導の運航に反発し神戸 - 茨城線を同年9月から運休させると発表[81]。
- 2010年07月20日 スカイマークは同年9月1日から茨城線を運休し、同年10月1日から再開させると発表[82]。
- 2010年10月11日 天草エアライン撤退。
- 2013年06月01日 7番搭乗口・搭乗橋、搭乗口新設に伴うコンコースの延伸部分がそれぞれ供用開始[83][84]。
- 2013年06月01日 スカイネットアジア航空(→ソラシドエア) 就航開始。
- 2013年06月21日 AIRDO 就航開始。
- 2016年09月13日 神戸市が神戸空港を42年間のコンセッション方式で運営権売却する方針を表明[43]。
- 2016年10月11日 関西三空港一体運営を目的に、神戸市が最低基準価格を176億円とする募集要項公表[85]。
- 2016年12月20日 入札参加審査で、オリックス、ヴァンシ・エアポート、関西エアポート3社陣営と双日が審査通過（双日は翌年2月13日に辞退）。
- 2017年06月30日 オリックス陣営が市に運営計画を提出[86][87]。
- 2017年07月25日 オリックス陣営が優先交渉権者に決定[44]。
- 2017年08月10日 オリックス陣営が「関西エアポート神戸株式会社」を設立[4]。
- 2017年09月26日 関西エアポート神戸株式会社と神戸市の間で「神戸空港特定運営事業等公共施設等運営権実施契約」を締結[4]。
- 2018年04月01日 関西エアポート神戸株式会社による運営に完全移行（2059年度まで）[4]。
- 2019年05月11日 関西3空港懇談会にて発着回数の上限の引き上げと運用時間の延長に合意。（発着回数：60回→80回、運用時間：7〜22時→7時〜23時）
- 2019年 7月4日 発着枠拡大を受けてスカイマークが那覇、茨城、長崎の各路線で8月1日からそれぞれ1往復ずつの増便を発表した[88]。フジドリームエアラインズ (FDA)が神戸空港への新規就航を表明、松本、高知の各路線を1日1往復運航すると発表した[89]。
- 2019年 7月26日 FDAは神戸への定期就航を正式に発表。計画通りの松本線と新たに出雲線を10月27日からそれぞれ1日1往復ずつ運航予定。当初予定していた高知線含め他都市への路線は10月以降の就航を検討。
- 2019年 8月1日 スカイマークが規制緩和後初の増便運航開始[90]。
- 2019年 10月27日 FDAにより松本線を1日1往復、出雲線を1日2往復運航開始。FDAは日本航空とコードシェアを実施[91]。これに伴い、同社が運航するコードシェア便という形でJAL便が約9年ぶりに復活した。
- 2019年 12月20日 FDAが出雲線を1日1往復に減便し、就航表明時に発表していた高知線を1日1往復で運航開始。
- 2020年 3月29日 FDAが青森線を1日1往復運航開始、出雲線が需要低下により運休。スカイマークが羽田線を0.5往復、新千歳線を1日1.5往復、那覇線を1日2往復増便。これにより2019年に規制緩和となった1日80便(40往復)の発着枠が埋まることとなった。
- 2020年 10月25日 スカイマークが宮古（下地島）に1日1往復で運航を開始[92][93]。羽田発着枠政策コンテストにてトライアル運航を認められた羽田-宮古（下地島）線に合わせ羽田、神戸、那覇の3路線4便を同時に開設した[94][95]。
- 2021年 3月28日 FDAが花巻線を1日1往復運航開始し、出雲線を正式に路線運休とした。
- 2021年 8月27日 FDAが松本線を1日2往復に増便、松本空港の定期路線として初の夜間発着便となった。
- 2022年 9月18日 第12回関西3空港懇談会で神戸空港の国際化が合意された[10][11]。
- 2025年 3月20日 出発機が淡路島上空を飛ぶ新ルートの運用を開始し、1日あたりの国内線の発着枠が80回から120回に増加した[37]。
- 2025年 3月30日 トキエアが新潟線を就航した[16]。
- 2025年 4月18日 第２ターミナルビル開業予定[96]。国際チャーター便が初めて就航し、第一便が台湾から到着した[97]。
- 2030年頃 国際線定期便就航予定。

## 施設

### 空港島

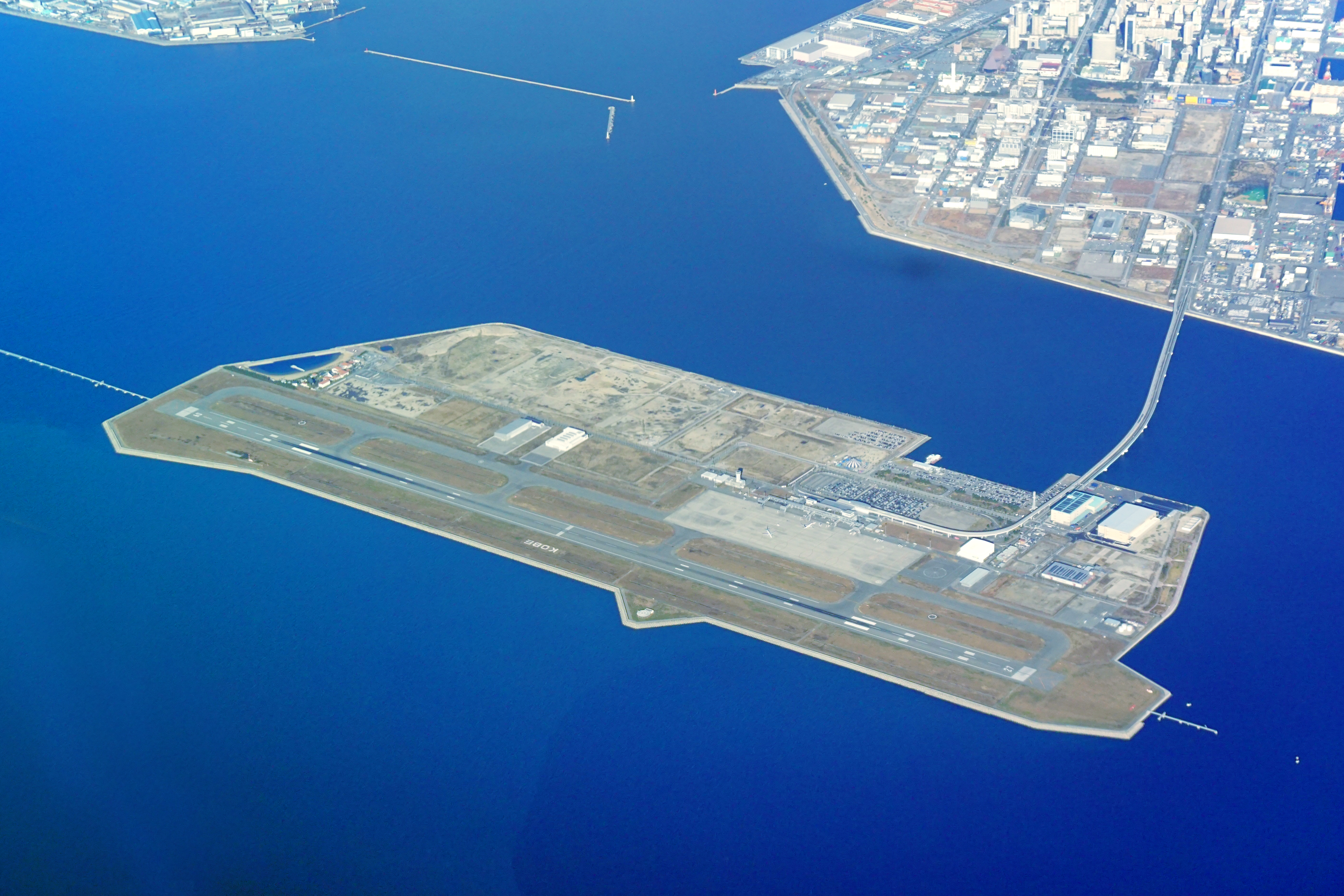
上空から見た神戸空港

神戸空港の主要施設はポートアイランドの南沖約 1km に位置する神戸空港島にある。空港島全域が「神戸空港」の町名を持つ。郵便番号は650-0048。
- 面積：271.6ha（うち空港施設用地 156.5ha、空港関連用地 115.1ha）
- 埋立工期：1999年（平成11年）9月 - 2013年（平成25年）12月24日[98]
- 大阪湾断層（海底活断層）があることが確認され、液状化対策を兼ねてグラベル・コンパクション工法が採用された。
- 埋立の際には、市内で発生する建設残土や浚渫した底泥（ヘドロ）を空港島で受け入れ、陸や海の環境改善が図られた。
- 神戸空港島西緑地・空港島の西側には、水質浄化のための実験場と市民が親水できる空間を兼ねて海水が出入りすることができる浅い海水池（人工ラグーン）と、それを取り巻く砂浜や磯浜を設けて親水公園として整備されている。潮の干満で海水を調整して多様な生物が生息することで水質浄化も期待できる。この公園は、滑走路に隣接して飛行機の離着陸を間近に体感できる格好の場所となる（2006年9月16日から暫定供用中）。

#### 環境問題

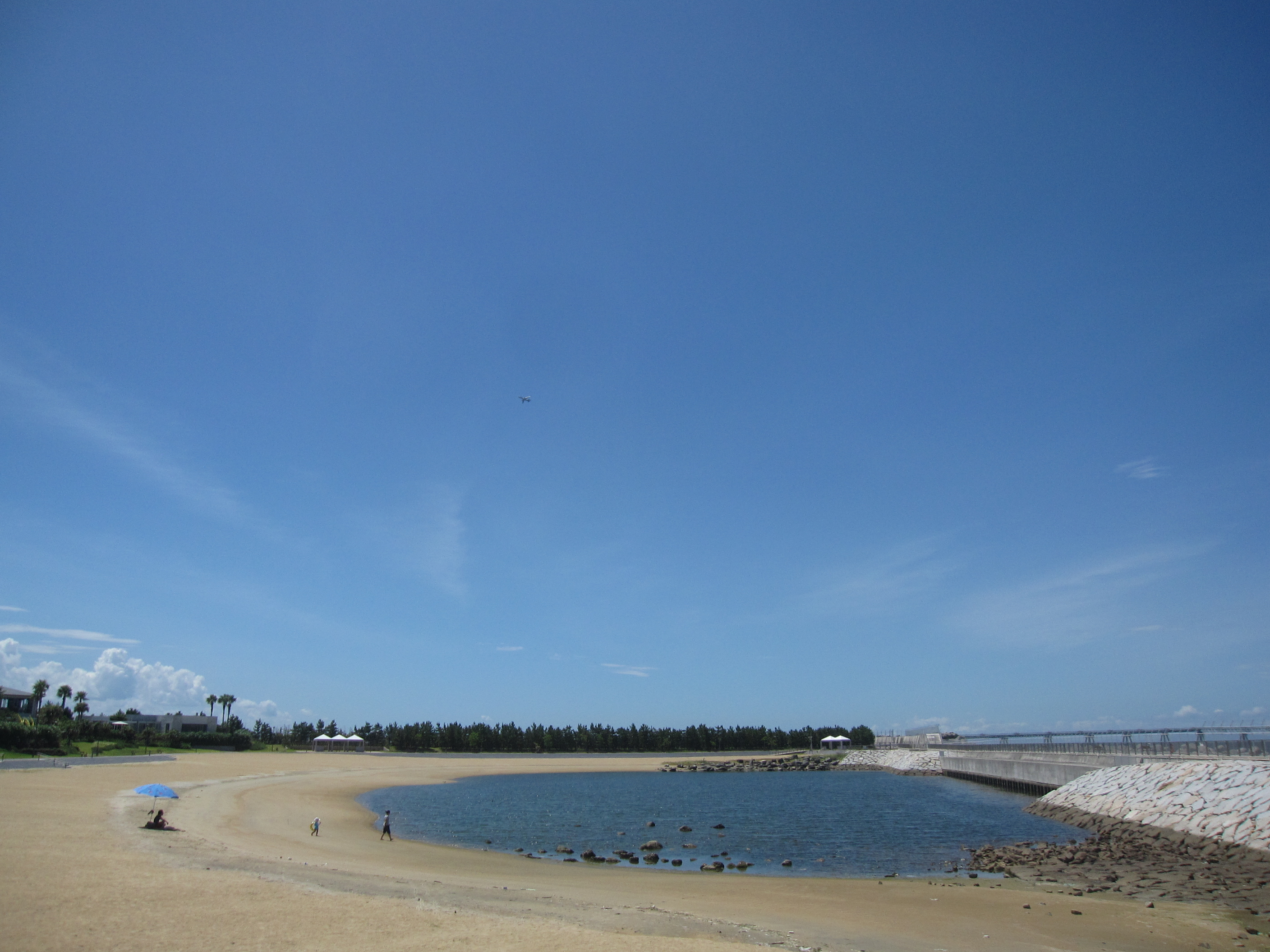
神戸空港島西緑地

空港島設置の影響で潮流が変化し、溶存酸素量の低下、青潮の発生など大阪湾の水質汚濁が引き起こされているという指摘が京都学園大学の讃岐田訓などによってなされている。
空港島西側の人工ラグーンでは、漁船の網に掛かるなどして保護されたウミガメ6匹を一時保護し、治療するという試みが行われた。

#### 土地利用・売却計画

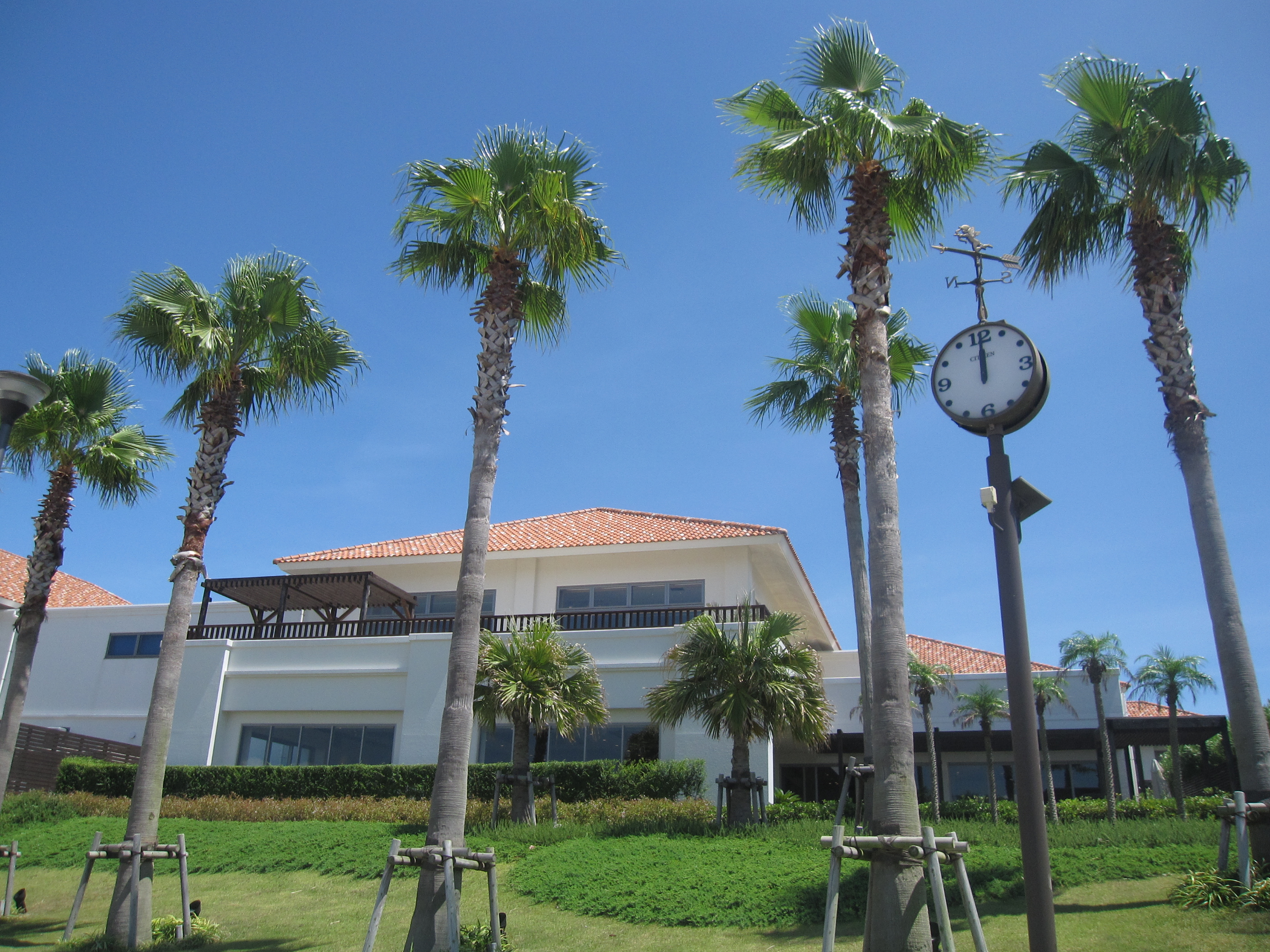
ラヴィマーナ神戸 vistaLATIR

空港島の土地は、滑走路やエプロン、管制塔などの空港施設部分を除く82.4haを売却する予定であり、定価はおおむね1平方メートル当たり27万円である（旅客ターミナルや駐車場、貨物ターミナル、海上アクセスターミナルはいずれもが土地を購入せず、賃貸で営業している。なお2023年1月現在、貨物ターミナルは当空港での貨物取扱がないため使用されていない）。土地売却を促進するため、工費軽減で浮いた100億円の範囲において、定価の3割引から5割引で処分するという優遇策を2007年度から実施中である。しかしながら、開港から10年が経過した2016年2月時点で売却・賃貸された土地は分譲地全体の13%にとどまっている。ただし、82.4haのうち造成工事が完了し整備済みの面積は約40ha（2017年7月時点）であり、残りはもともと売却できない土地である。
一方で、影響を強く受けたのはポートアイランド第二期であり、空港開港直後より企業進出が急増、ほぼ空き地であった土地が現在ではポートライナー沿線を中心に300社を超える企業が誘致され、次世代スーパーコンピュータ「京」や「富岳」などが誘致されるきっかけともなった。
現在までに売却あるいは売却予定の土地は以下の通りである。
- 小型航空機機能用地（固定翼）
  - ヒラタ学園 神戸エアセンター（後述）

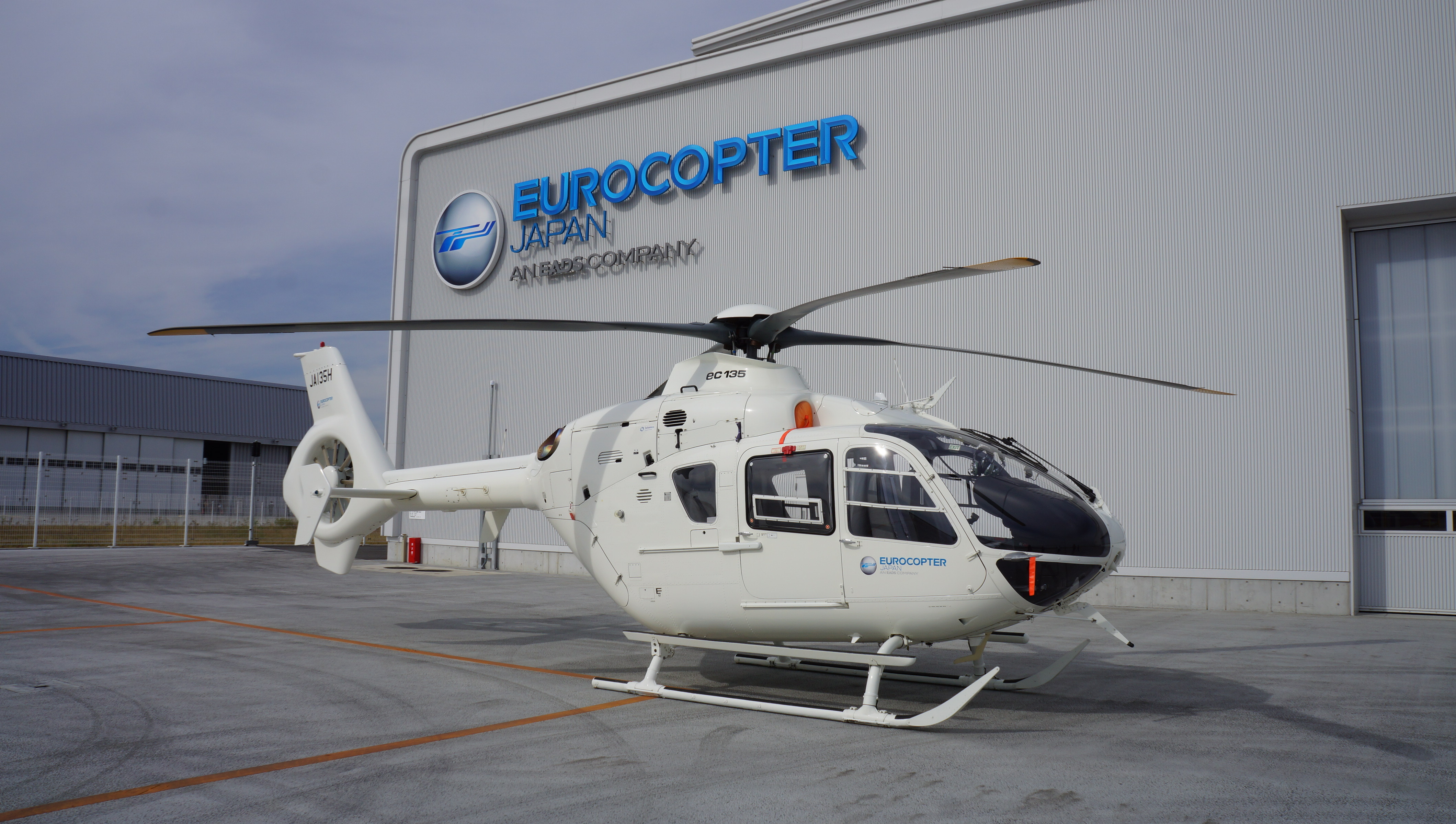
エアバス・ヘリコプターズ・ジャパン 神戸空港事業所

  - エアバス・ヘリコプターズ・ジャパン 神戸空港事業所（後述）
- 小型航空機機能用地（回転翼）
  - 神戸ヘリポート（建設中）
- 総合物流施設用地
  - カツヤマキカイ KOBE Headquarters
空港島東部に本社棟・商業棟が位置する。2013年10月より操業開始[103][104]。本社棟は第27回日経ニューオフィス賞で近畿ニューオフィス奨励賞を受賞している[105]。
- 保管施設用地
  - 上組神戸空港島ロジスティックセンター (KALC)
港湾運送業の上組（神戸市）が神戸空港島に倉庫や事務所を建設し、多目的倉庫機能を備えている。約2haを分譲で取得する予定である。2009年12月16日に竣工[106]。
  - 上組物流倉庫
ロジスティックセンター東側に隣接し、約25,330m2 の総合物流センターとして稼働している。2015年11月より操業開始[107]。
- 業務施設用地
  - トヨタレンタリース神戸 神戸空港店
  - トヨタレンタリース兵庫 神戸空港店[注 4]
  - Fレンタカー兵庫 神戸空港店
レンタカー用地。2系列3社に合計 0.3ha を開業時に処分。処分価格は定価の3割引。2012年にはFレンタカーの敷地が約 500m2 拡張された[108]。
神戸空港周辺のレンタカー業者はこの3社のみだが、神戸空港の到着ロビーでは三宮地区の店舗を案内するという形で他のレンタカー業者（ニッポンレンタカー・オリックスレンタカー・日産レンタカーなど）も受付カウンターを設けている。
- 鉄軌道車庫用地
  - 神戸新交通 車両基地（予定）
空港開業以来、車両基地新設は白紙となっていたが、2016年の車両増備により、現在の中埠頭車両基地の最大収容両数に達してしまい今後の増備が不可能なため、近年再び構想が浮上している。元々の新設予定では8両編成に対応した車両基地の建設が計画されていた。

- 結婚式場
名古屋の結婚式場業者（ワールドブライダル）にラグーン沿いの1.17ha。2008年11月から「ラヴィマーナ神戸」の名称で開業。0.3haを最初に購入し、残りは10年の期限で賃借。賃借期間中に購入を義務づけ。売却単価はいずれも定価を予定。
- 水素サプライチェーン実証事業施設
空港島北東部に位置する。川崎重工業、岩谷産業、電源開発が行う水素サプライチェーン構築実証事業によるもの[109]。液化水素運搬船の係留施設やアンローディングアーム、液化水素貯蔵タンク（容量150トン）等を備える[110][111]。液化水素のオーストラリアでの製造・日本への海上輸送・荷役・貯蔵の実証事業が行われている[110][111]。

### 飛行場施設

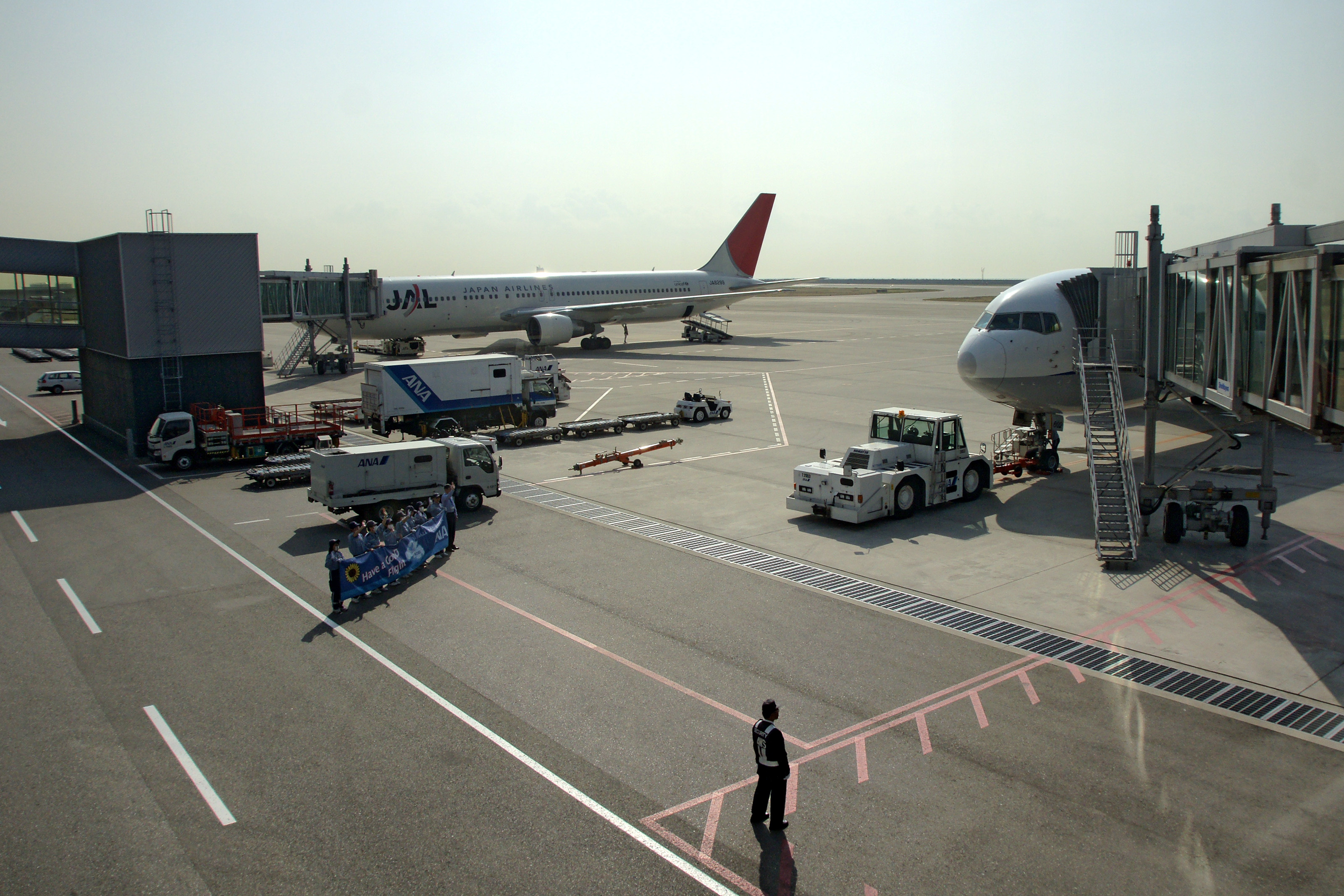
エプロン

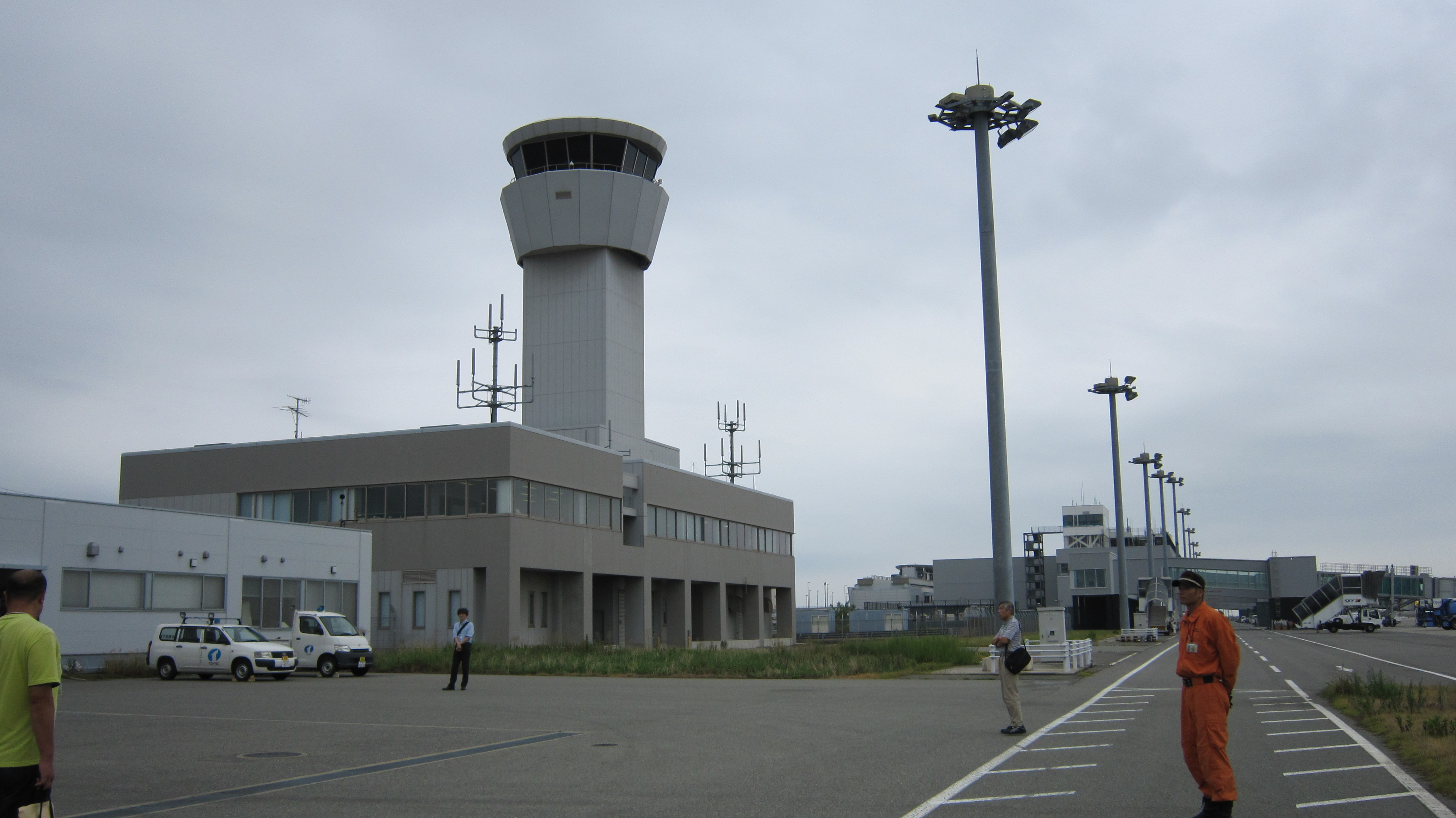
管制塔

滑走路
全長 2,500m × 幅 60m
舗装厚は約87 cm
管制塔（国土交通省大阪航空局神戸空港出張所）
旅客ターミナルビルに隣接した西側に位置する。高さは約33 m
滑走路長は2500mであるが、燃料の搭載量が少なく離陸重量が軽い国内線に限れば、貨客が満載された大型機のボーイング747-400Dやボーイング777でも離着陸可能である。ボーイング777は定期便や代替地着陸などで離着陸の実績がある。なお、大型機で米国西海岸や欧州などの長距離国際線を運航するには、燃料搭載量が増えるなどの理由から3000m以上の滑走路長が必要となる。
駐機場は、1番から10番までの10スポットある。このうち、3番から6番は開港時より固定搭乗橋を備えていたが、7番にも増設され2013年6月1日より共用開始されている。PBB（パッセンジャー・ボーディング・ブリッジ）は6本（5番搭乗口にはPBBが2本あるため）である。3番搭乗口には開港当初はオープンスポット搭乗階段のみで、PBBは供用開始されていなかったが、開港前の2005年12月より急遽増設が決定し、開港後の2006年7月1日にPBBの供用が開始された。また、2030年度をめどにスポット数を現在の10から21に増設する計画が神戸市側から出されている。

### 第１ターミナルビル

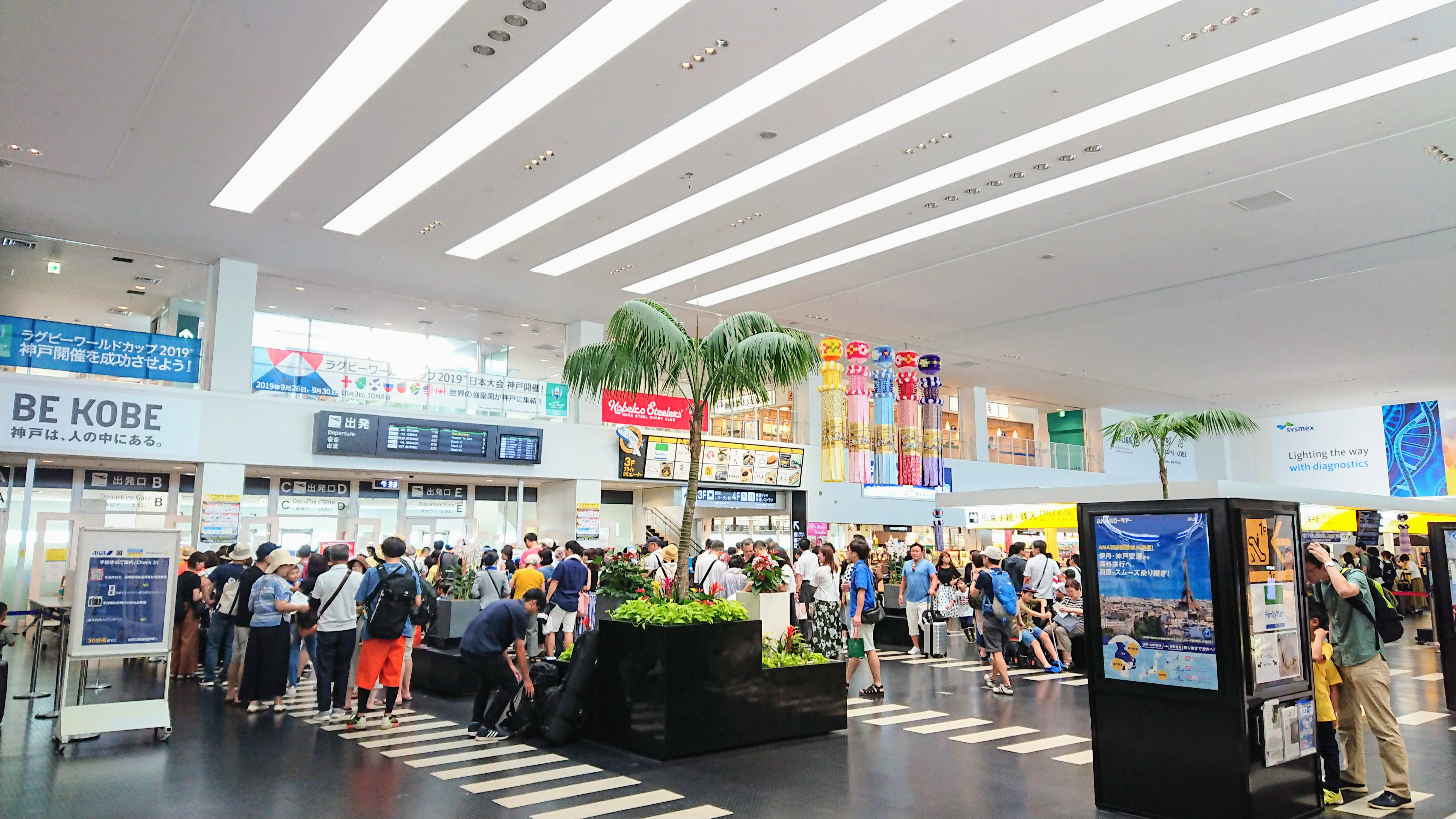
第１ターミナルビル2階出発ロビー

- 構造・規模 - 鉄骨造り 3階建て（一部4階建て）、東西約135 m、南北約55 m
- 延床面積 - 15,200m2（うち商業施設床面積1,888m2）
- 管理・運営 - 関西エアポート神戸株式会社
- テナント数 - 27（2006年2月16日現在）
- 開館時間 - 6:00から23:00
- フロア構成[114]
  - 屋上階、4F - 展望デッキ、スカイラウンジ、レストラン
  - 3F - レストラン街、スカイコート
  - 2F（出発階） - 搭乗口、出発ロビー、チェックインカウンター、カードラウンジ「ラウンジ神戸」。
  - 1F（到着階） - 到着ロビー、手荷物受取所、総合案内所

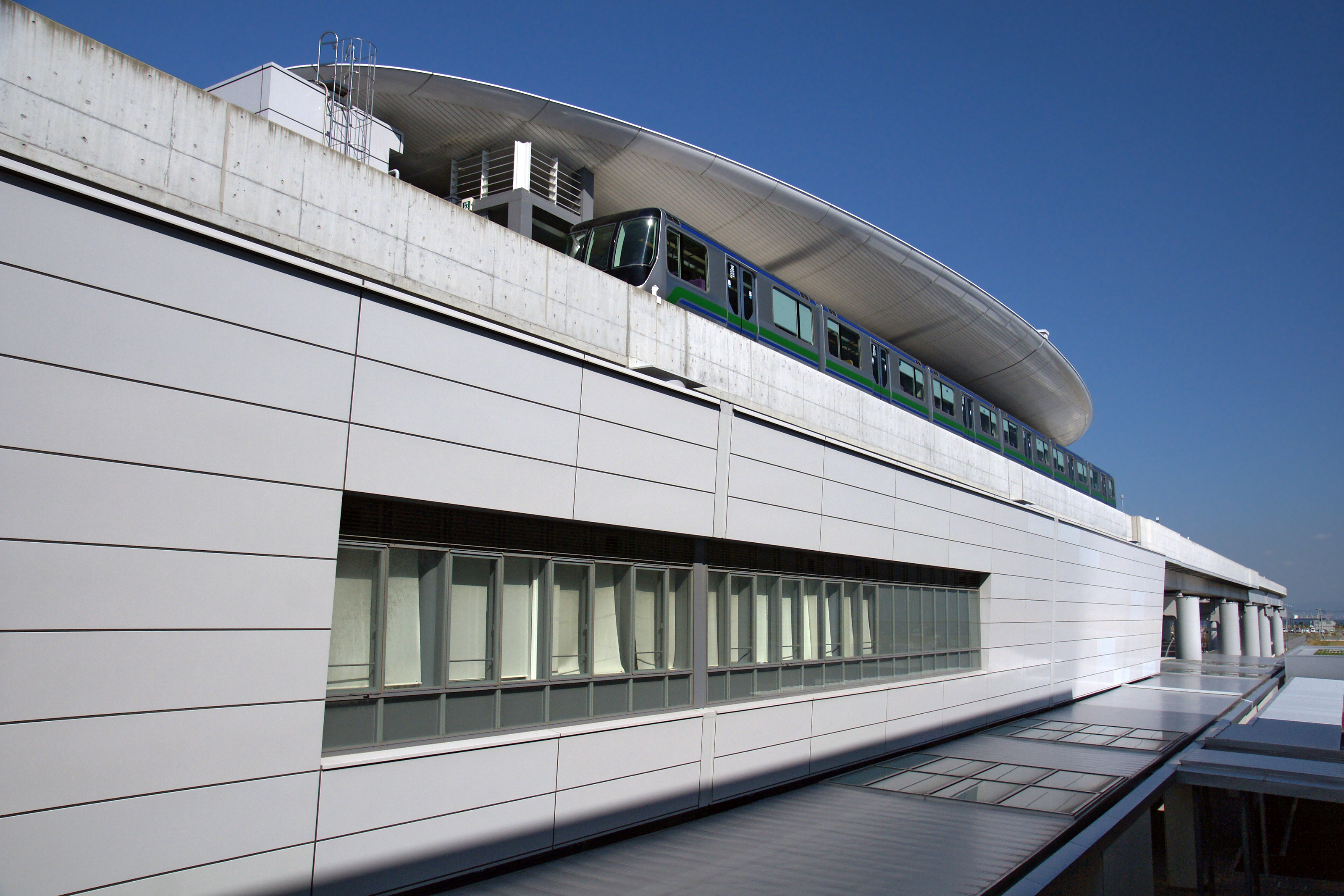
隣接する神戸空港駅ビル
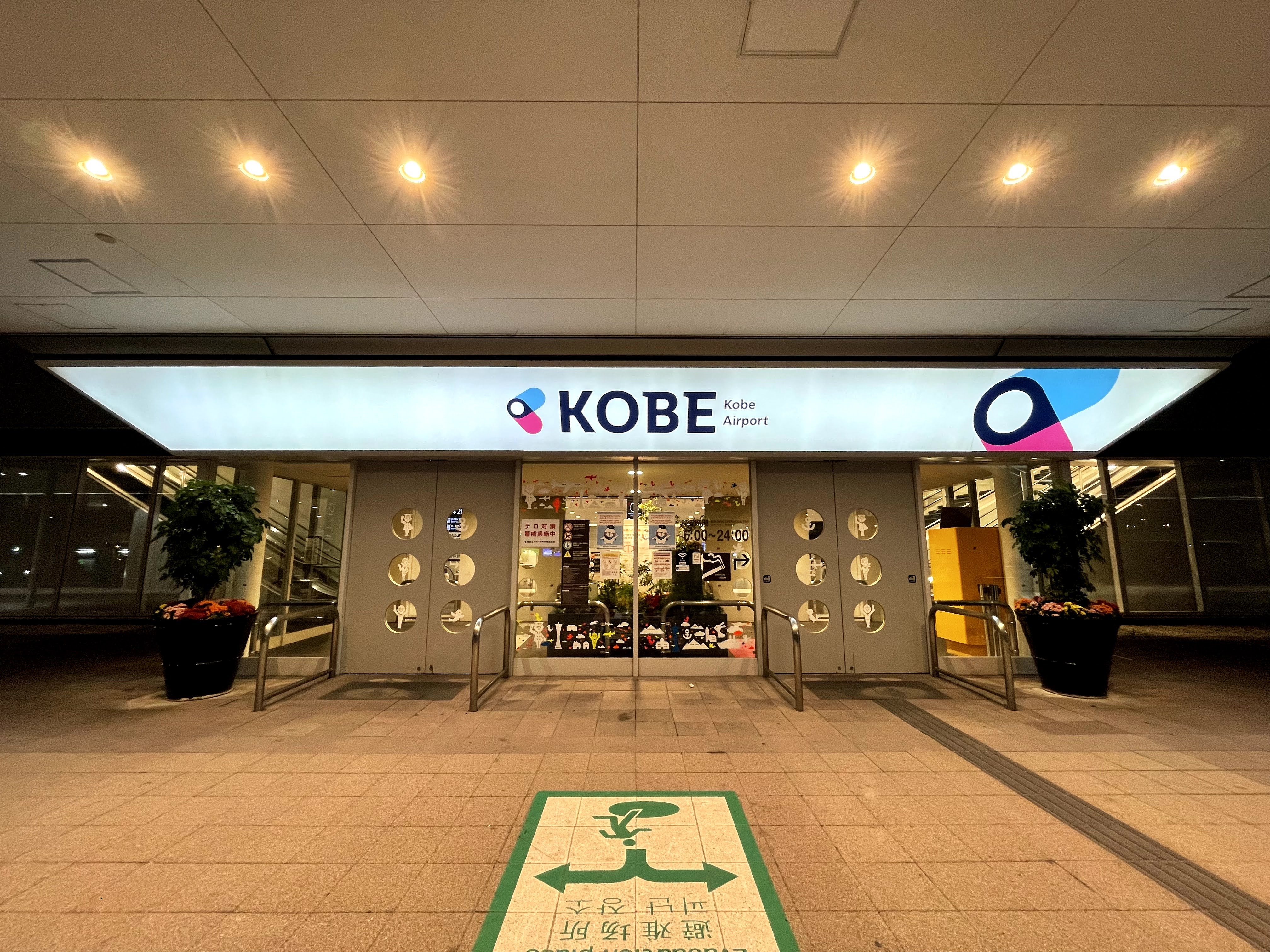
空港1Fターミナルビル入口
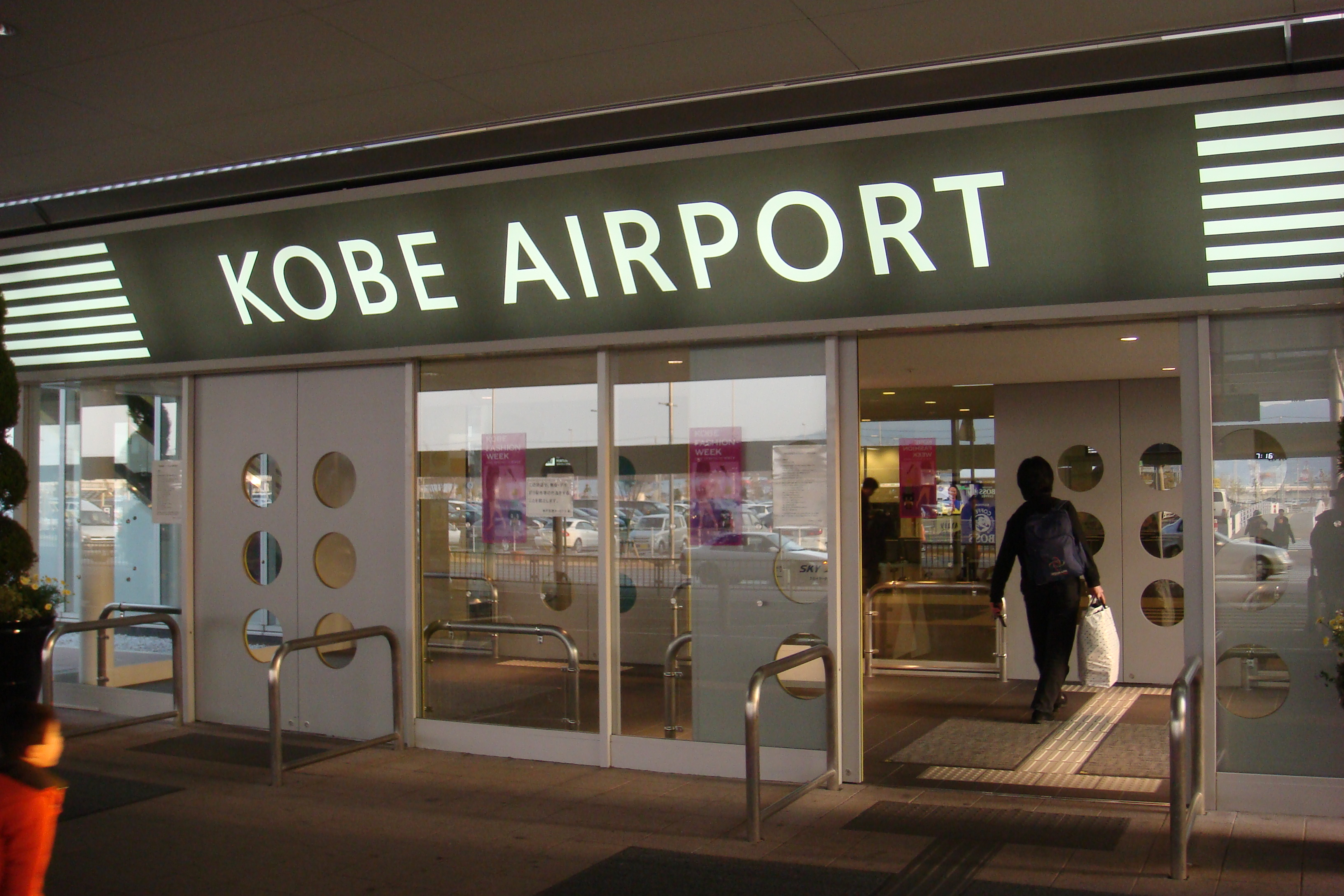
空港1Fターミナルビル入口（民営化前）
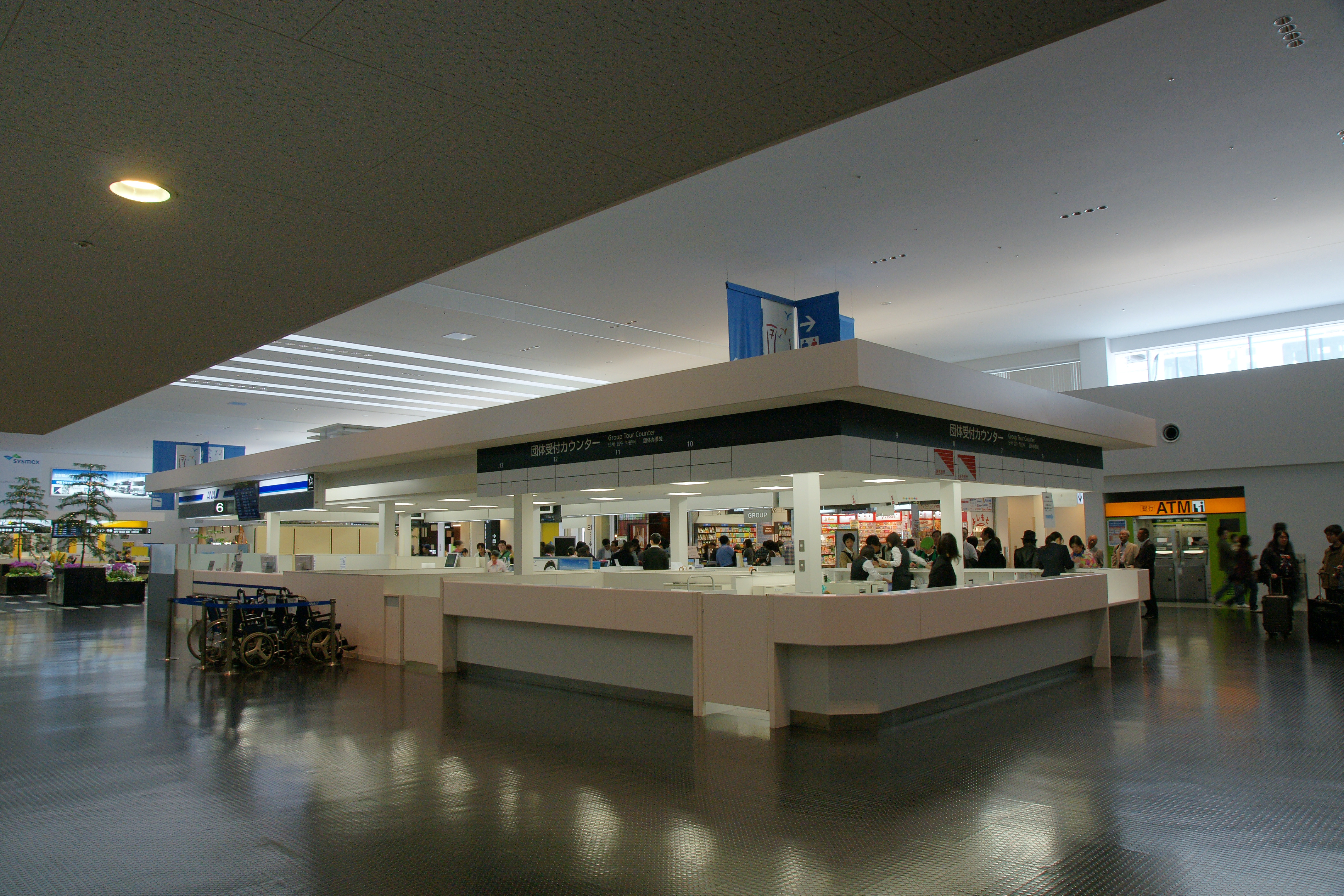
2F出発ロビー
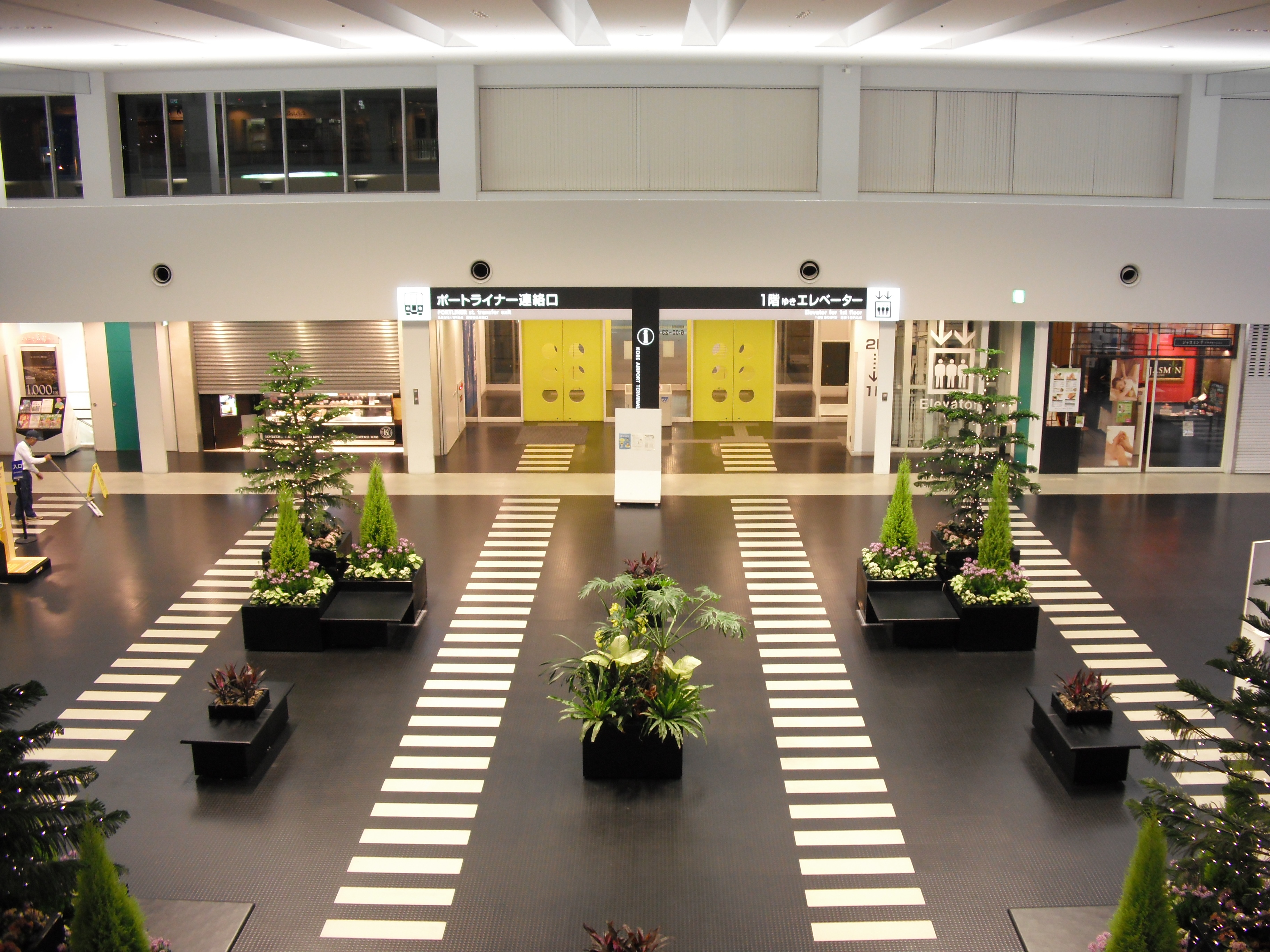
スカイコートから眺める出発ロビー
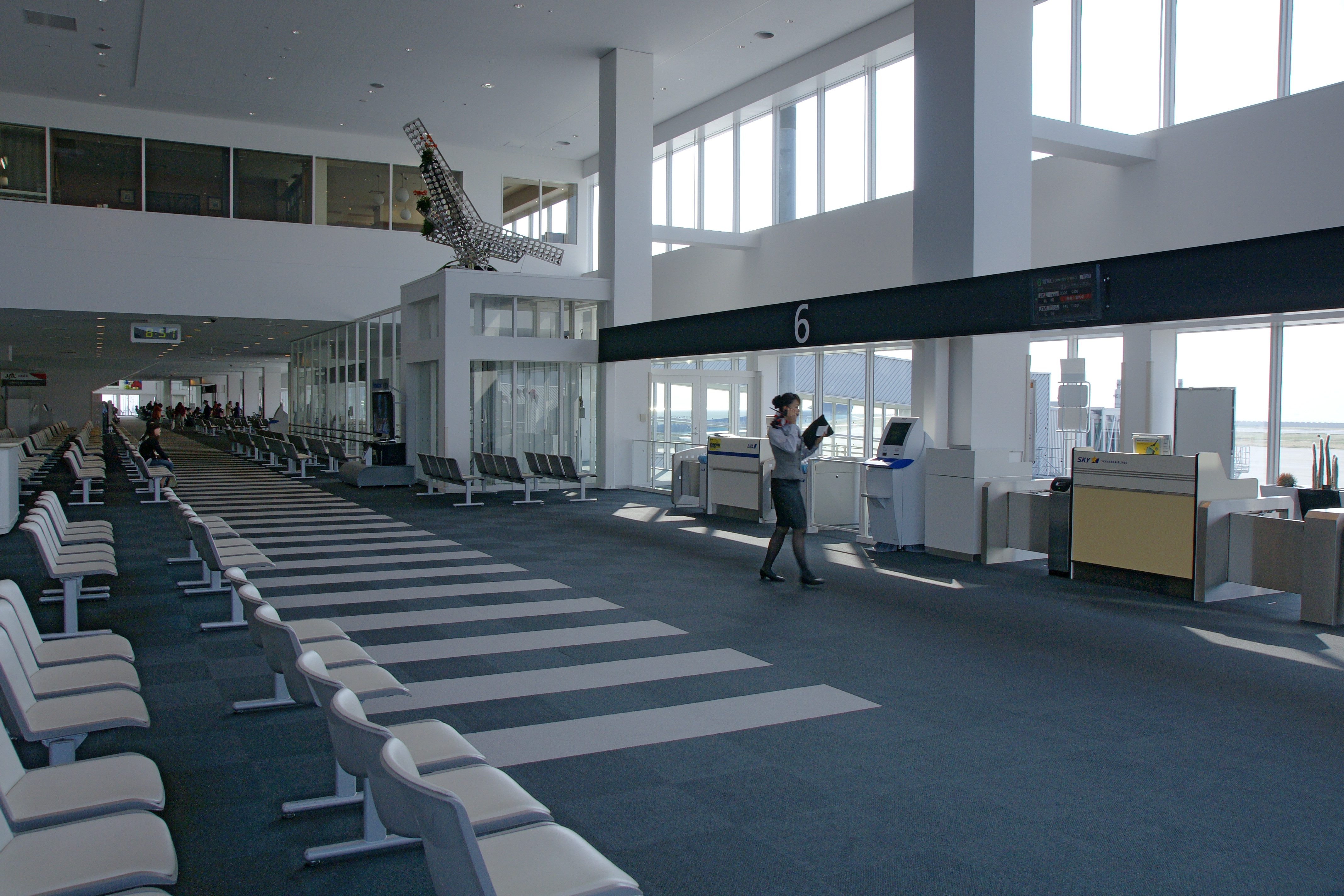
2F搭乗口
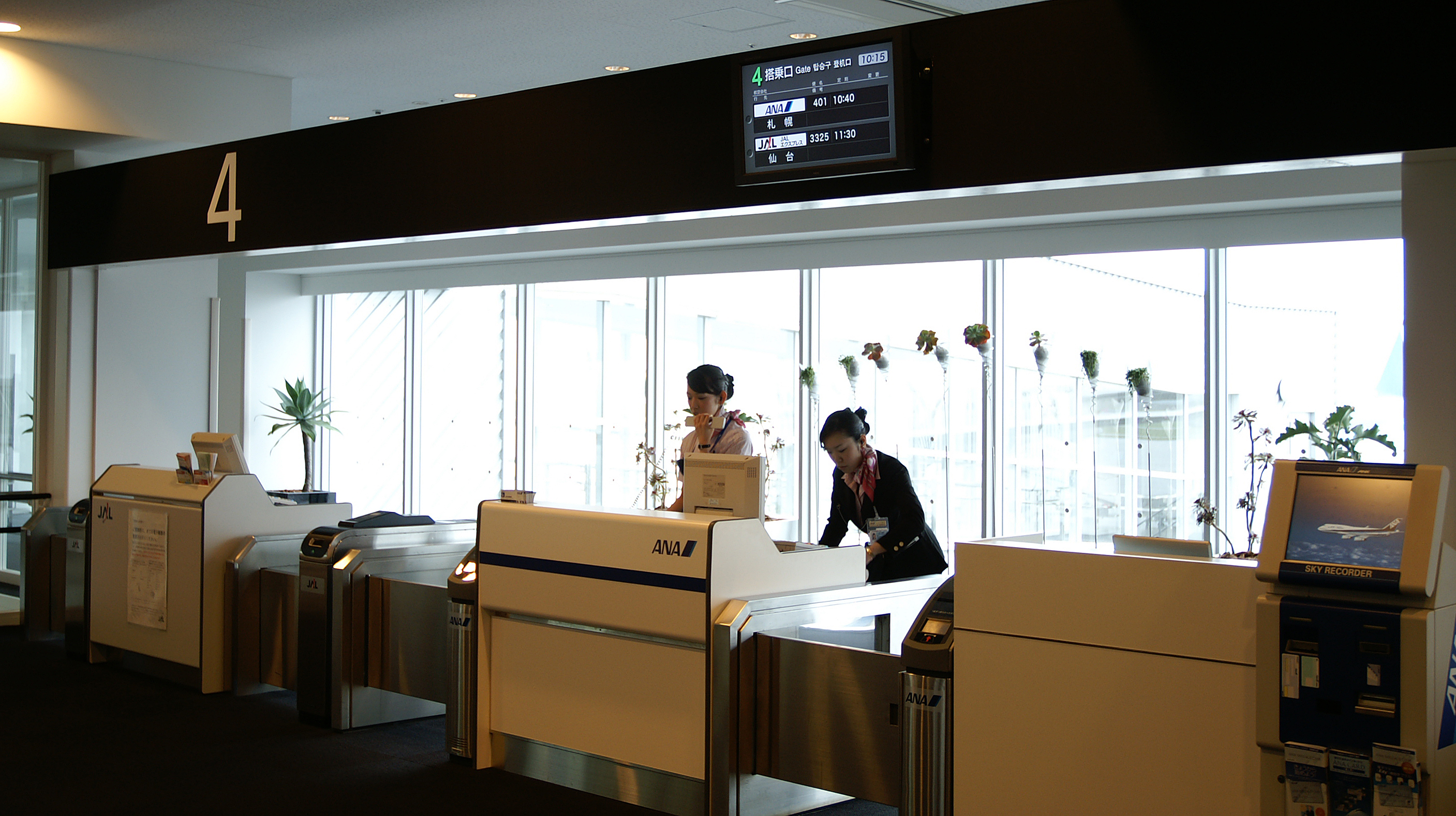
2F4番搭乗口
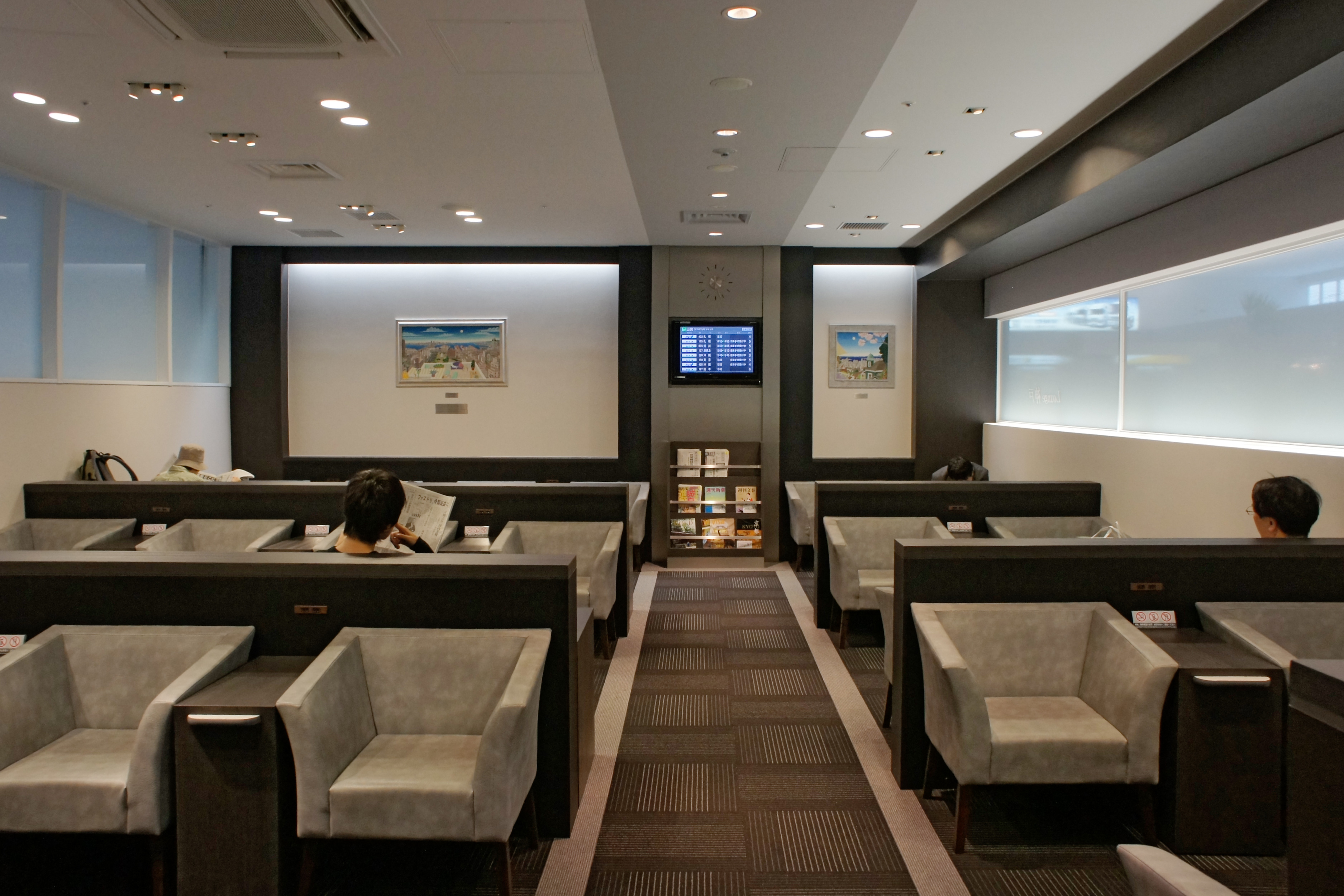
2Fラウンジ神戸
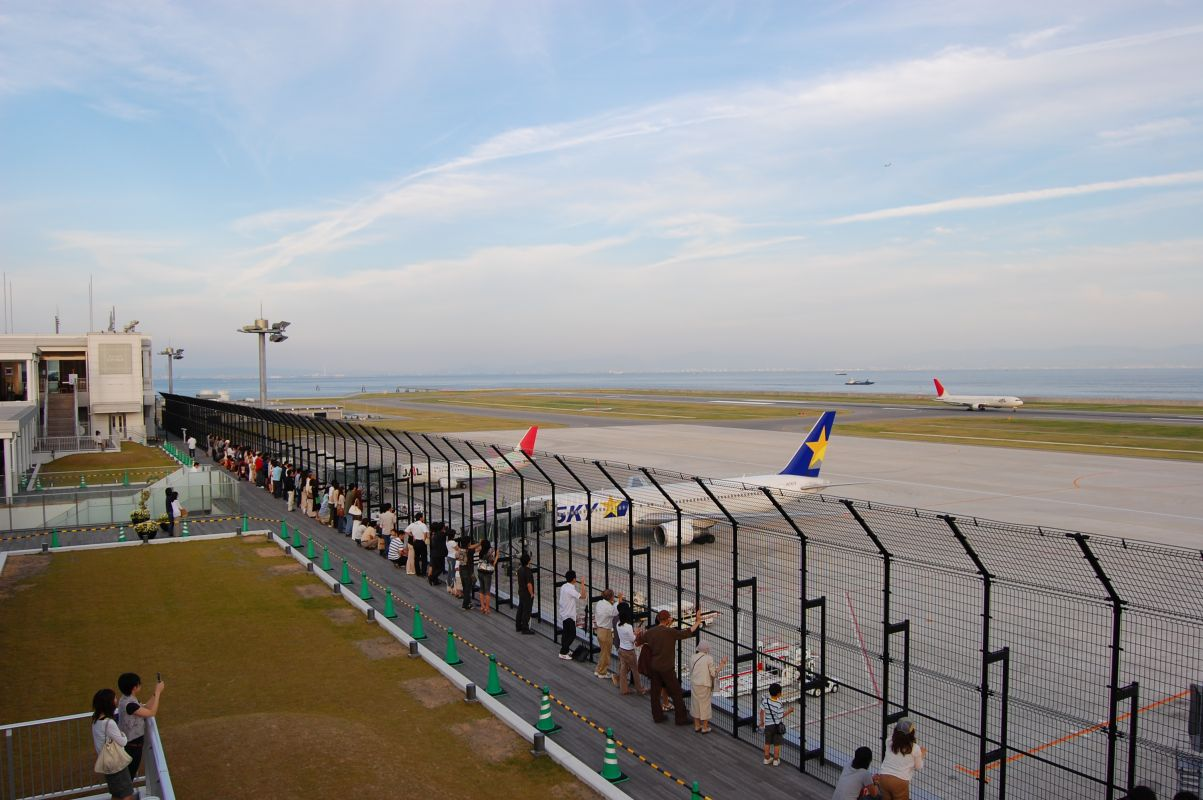
RF展望デッキ
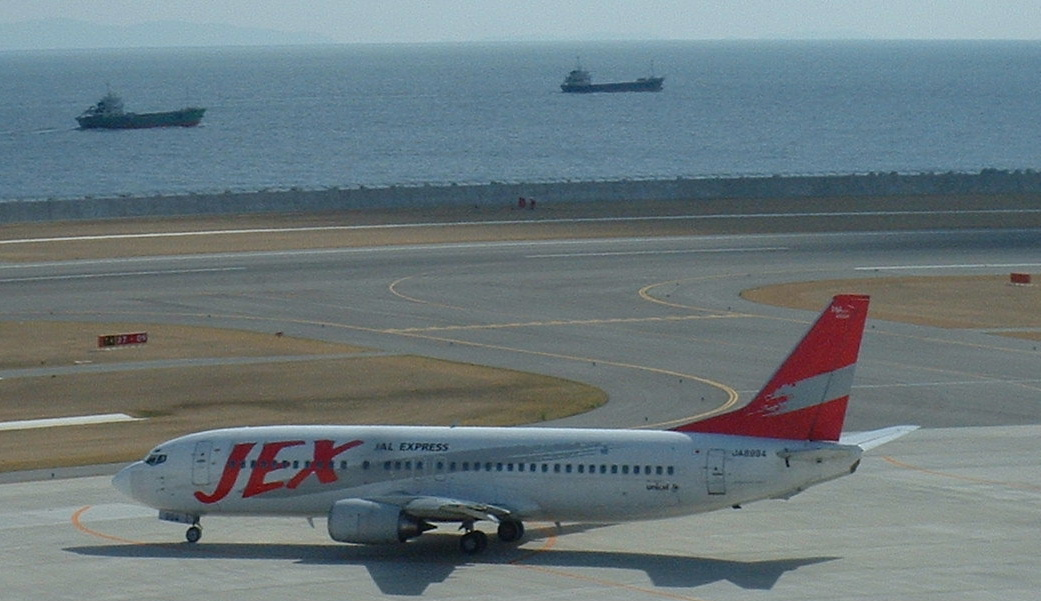
RF展望デッキから飛行機を見る

### 第２ターミナルビル
- 構造・規模 - 鉄骨造り 2階建て
- 延床面積 - 18,417m2
- 管理・運営 - 関西エアポート神戸株式会社
- フロア構成
  - 2F - にぎわいスペース、展望デッキほか
  - 1F - 出発・到着ロビー、保安検査場、CIQ 区画ほか

### 駐車場
旅客ターミナルビル北側に1,250台分あり、30分以内無料、1時間150円、24時間最大1,500円である（以降1時間150円、24時間最大1,000円。ただし、航空機利用者は最初の24時間無料）。この駐車場は空港駐車場では日本で初めてIBA（登録したETC車載器によるゲート通過、決済）に対応し、空港内の2ヶ所（手荷物受取所出口・2階搭乗待合室内）にIBAカード用の割引認証機が設置されていたが、2015年7月末でサービスを終了している。なお、駐車場が満車となり収容台数が不足することが多く、東側に隣接する空地を臨時駐車場として開放している。島内にはこの駐車場とは別に神戸空港海上アクセスターミナル専用駐車場が設けられている（ベイシャトル利用者は何泊でも料金無料。こちらも臨時駐車場を設けている場合が多い）。

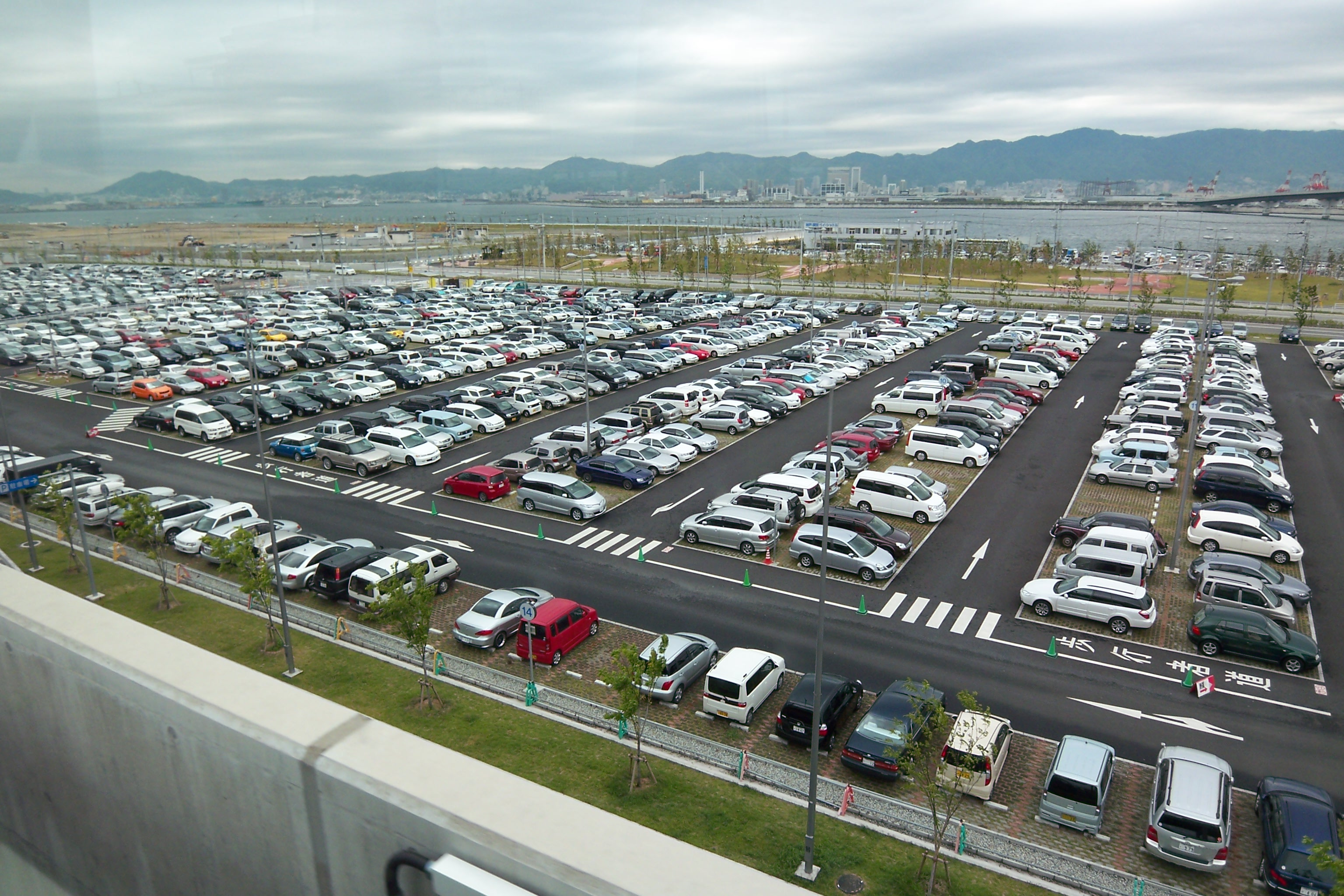
駐車場
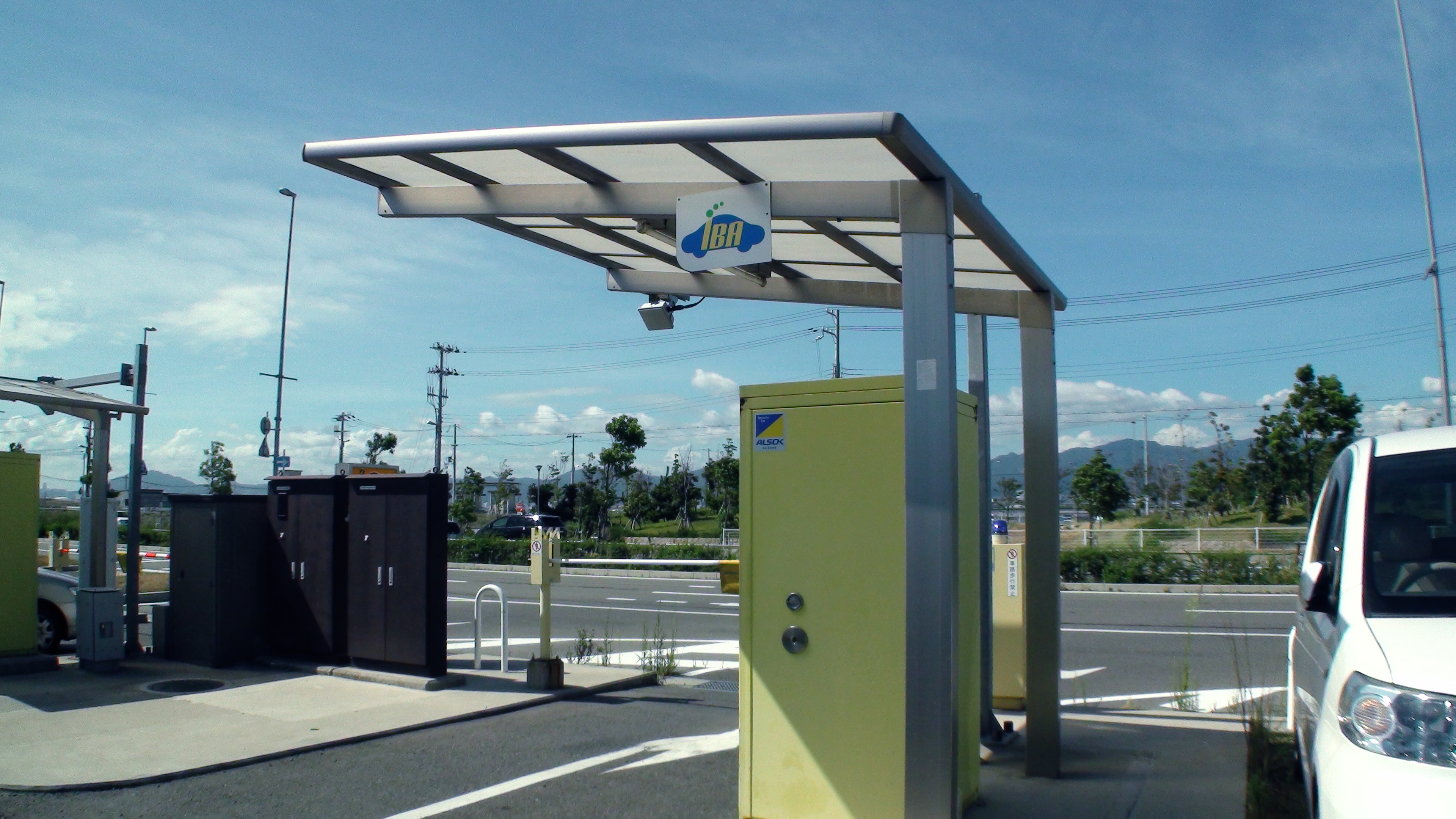
IBA対応駐車場ゲート （現在は利用不可）

### 給油施設
開港時、容量約500klのタンクが2基。JAL・ANA・三愛石油の共同出資による「神戸空港給油施設株式会社」が運営する。2006年度にさらに1基増設し、3基となった（2006年8月に着工、2007年2月1日供用開始）。1日の給油量を約120klと想定し常時4日分の在庫を保有する見込みが、実際には2006年時点で給油量が想定の1.4 - 1.7倍となる1日170 - 200klで推移してフル稼働となっていたためタンクの増設を行った。

### 航空関連施設
- ヒラタ学園神戸エアセンター

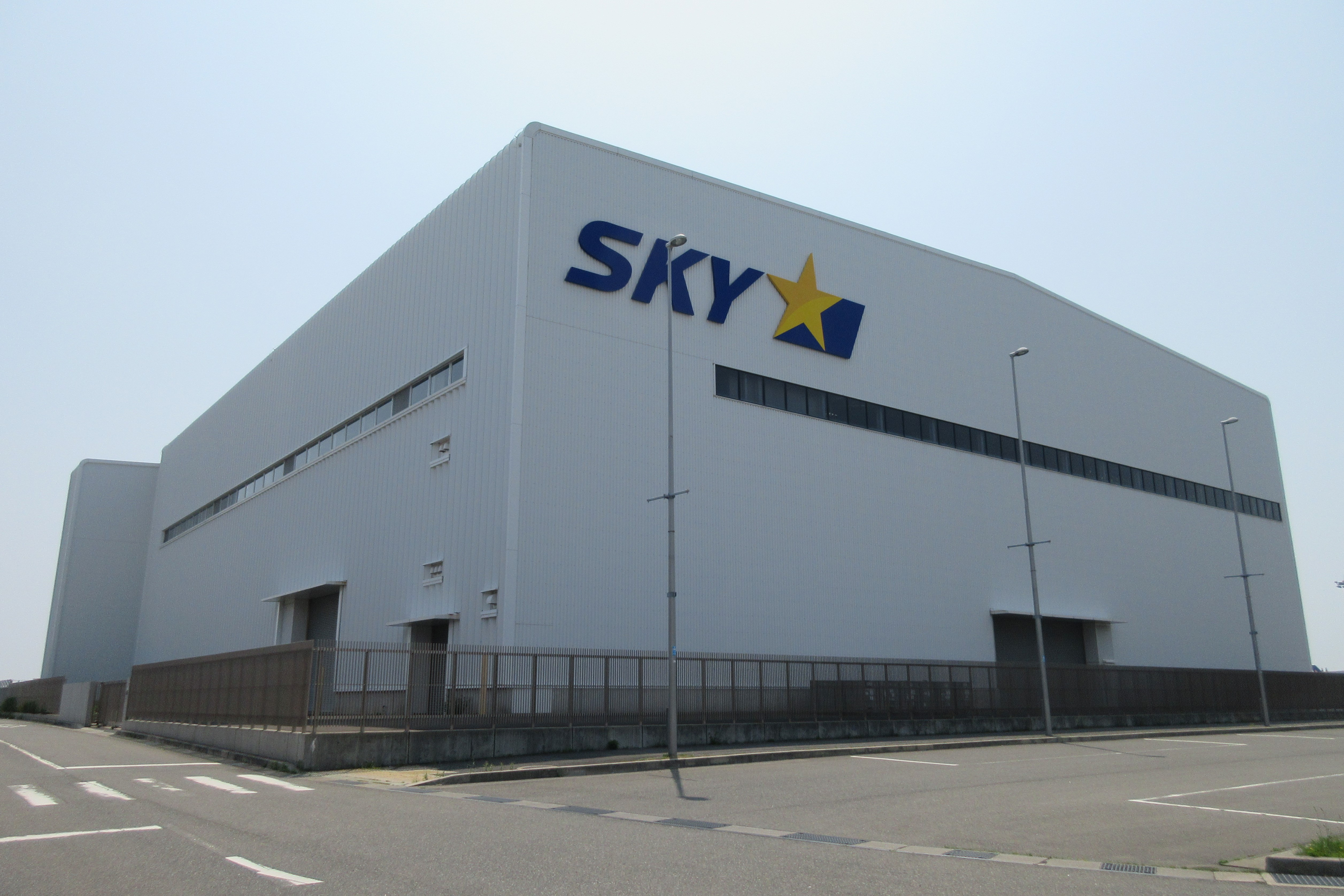
スカイマーク格納庫

  - 学校法人ヒラタ学園（大阪府堺市）が約2haを分譲と賃貸で取得し、操縦士や整備士の育成、訓練飛行を行っている。
- エアバス・ヘリコプターズ・ジャパン（旧ユーロコプター）神戸空港事業所
  - 2012年4月に大阪国際空港から移転[116][117]。
  - 同施設は空港施設株式会社が建設し、エアバス・ヘリコプターズ側に貸し出す。地上3階建て延床面積8040平方メートル。神戸市は空港施設株式会社に対し、空港島の1万4380平方メートルのうち6850平方メートルを約9億2000万円で分譲し、残りは賃貸する。投資額は土地取得代も含め23億円[118]。
- スカイマーク格納庫[119]
  - 2011年11月30日完成。
  - B737-800型機が1機格納できる規模の床面積を想定し、部品を保管することで緊急時に即応できるようにする。

## 運用

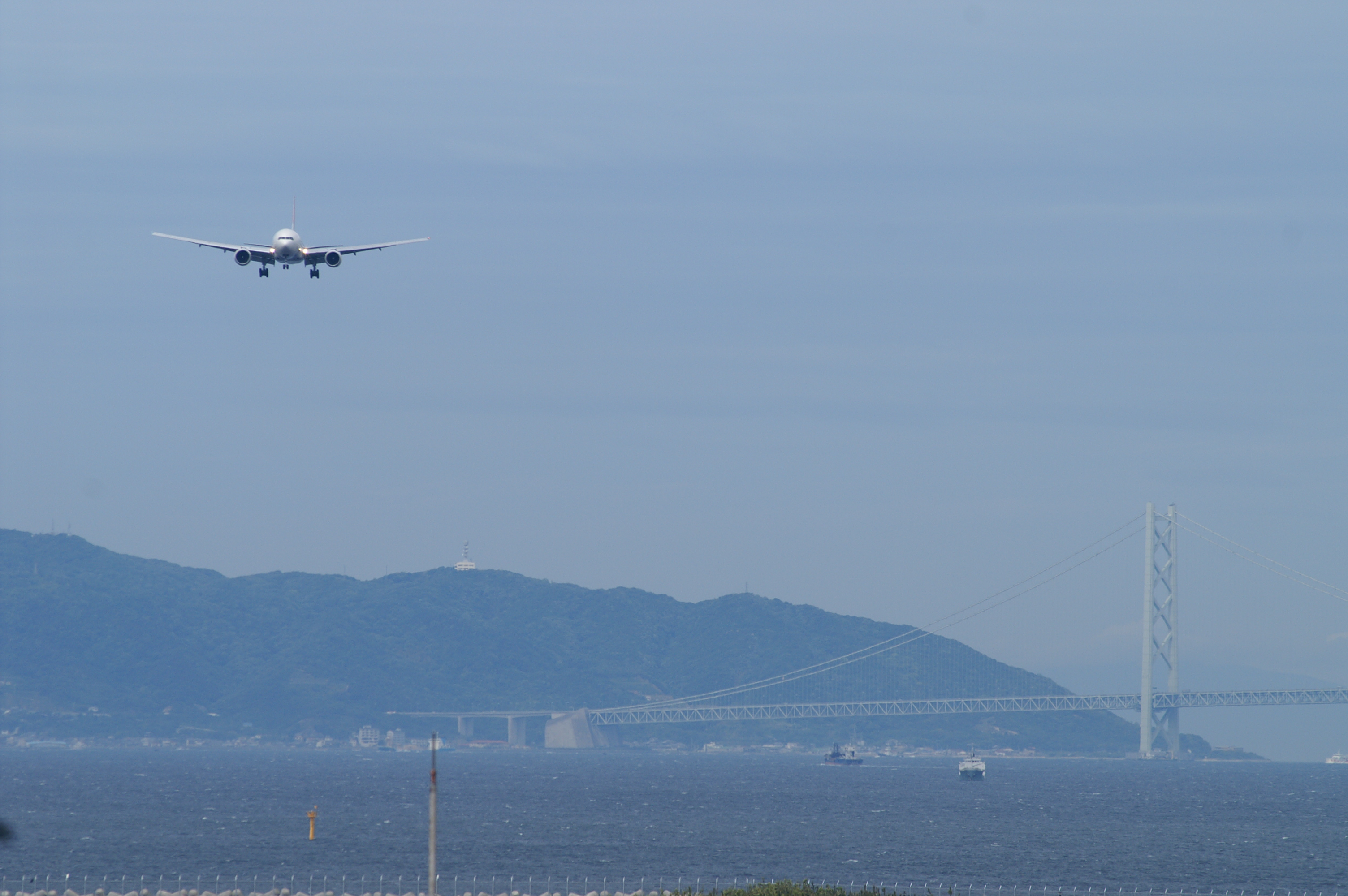
着陸は東向きが基本。奥に見えるのは明石海峡大橋

### 管制
安全面においては、半径25 kmの範囲で存在する大阪国際・関西国際・神戸・八尾の4空港は標準計器到着方式や標準計器出発方式、計器進入方式などの飛行経路が接近しているため、国土交通省関西空港事務所において進入・ターミナルレーダー管制を一元的に行うことで対応している。関西空港事務所のターミナル・レーダー管制室にサテライト空港席として神戸空港離着陸機を主に取り扱う管制卓がおかれて、関西国際空港便などと神戸空港便との間のスムーズな管制をはかっている。
神戸空港の運用は、着陸は東向き（滑走路09）、離陸は西向き（滑走路27）が基本であり、多少の追い風でもこの運用を行っている。IFRの飛行経路は明石海峡側（西側）に離着陸するように設定されており、滑走路27から離陸する場合はそのまま明石海峡上空のMAIKOポイントへと向かう。滑走路09から離陸する場合は、離陸後に約180度右旋回してMAIKOポイントへ向かう。
IFRでの着陸も明石海峡側から進入し、東風の場合にはそのまま滑走路09に降り、西風の強い場合は空港南側を通り六甲沖あたりで180度旋回するサークリングアプローチで滑走路27に着陸する。南北方向の風の影響を受けやすく、同じく東西にそびえる六甲山を越えて吹く風（六甲おろし）により揺れることがある。また、近傍の大規模な空港に比べて規模は小さいため、ブロックアウトから離陸までのタキシング時間が5分少々であるという利点がある。開港後の定時運航率は、全国平均並となっている。
明石海峡上空は関西三空港の飛行経路が集中しており、一番上空を大阪空港の到着機、2番目の高度を関西空港の出発機、その下を関西空港の到着機、一番下の空域を神戸空港の出発機と到着機が飛ぶ「4層構造」で運用することもある。高度で飛行経路が分離されているが、安全な飛行間隔の確保が難しくなり、ボトルネックになっていた。そこで、関西空港の出発機が淡路島の上空を通る経路を1本から3本に増やし、神戸空港の出発機が淡路島の上空を通る経路を新設することで、飛行機を分散させ、関西・神戸両空港の発着枠を増やす措置が取られた。
着陸料は、座席数300席弱の航空機で1回14万円程で、大阪国際空港の半分、東京国際空港（羽田空港）・中部国際空港の3分の2になっている。

### 発着数
開港当初、国土交通省は神戸空港の1日の発着数を安全上の理由から60便（30往復、年間約2万回）に抑えており、国際線は大阪国際空港と同じく、定期便はもとよりオウンユース以外のチャーター便も認めず、ビジネス機などに限定する扱いとした。2019年には規制緩和が実施され、60便→80便/日へと緩和が行われた（規制緩和に向けた動きについては前述）。なお、2020年3月29日より実際の就航数が80便の上限に達するため、さらなる規制緩和が求められており、2022年9月18日に行われた関西3空港懇談会にて、2025年を目処に発着枠数を80便→120便/日(国内線)とされ、同年を目処に国際線のチャーター便、及び30年を目処に国際定期便の運行(120便/日→160便/日)の検討に入った。

### 航路との関係

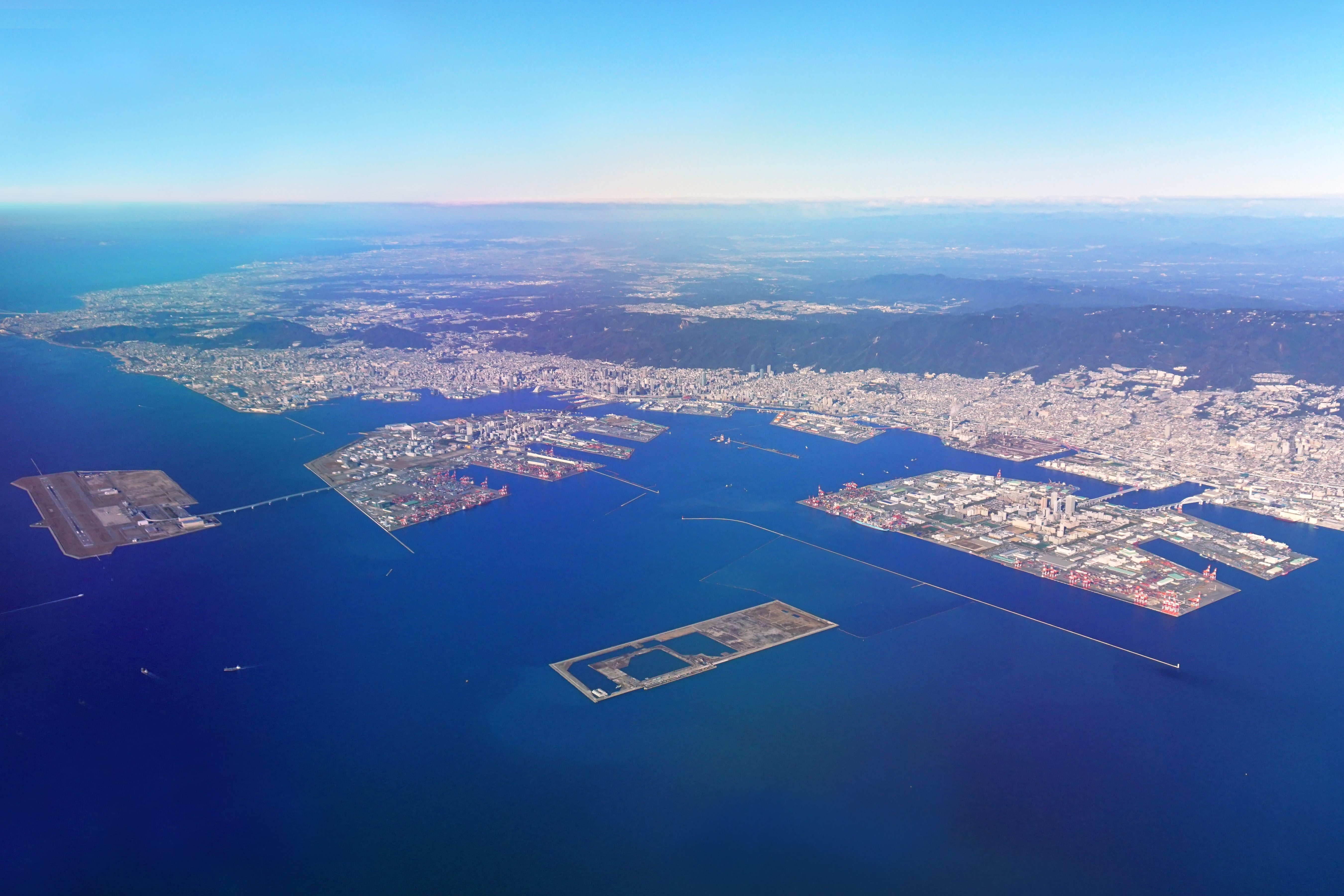
神戸港の入口にある神戸空港

神戸空港は神戸港の入口にある海上空港であるために、空港設置時に船舶との干渉が懸念された。ただし、航空法の制限表面の規制は建物や錨泊船など固定物に対する規制であって、移動中の船舶に対する規制はない。
神戸空港の建設にあたっては、航空法の建築物に対する規制をそのまま船舶に援用し、想定する大きさの船のマストの高さがこの規制にかからないよう航路設定等を行った。具体的には、空港に近い旧神戸第2航路を廃止、旧第1航路を拡幅の上で神戸西航路に変更、神戸第3航路（＝現神戸中央航路）とは滑走路端から3000m程度離すなどである。
航路から滑走路までの海域では、進入表面にマストがかからないよう安全情報が提供され、船舶が留意して航行するようになっているが、上述の理由から特段の航行禁止は行われていない。航路を逸脱した船舶には注意喚起が行われるものの、制限表面を超えるマスト高の船舶が進入し、かつ航空機が危険であると判断する場合は、航空機が避けるものと整理・解釈されている。
しかし、進入表面などは余裕をもって設定されている。たとえばILS（3度）で進入する場合、滑走路端から3km離れた地点での航空機の高度は150mであるが、このときの進入表面は高さ60mであり、船舶が制限表面内に進入してきた場合ただちに危険な状態に陥るわけではない。
なお、神戸空港では上述のように航空法の固定物の制限（傾き2%）をそのまま船舶に適用して航路設定等を行ったが、神戸より条件の厳しい羽田空港のD滑走路では、移動物のICAO標準（傾き2.85%）に従うことで、航路が近接している状況での滑走路の新設を可能とした（神戸空港島と神戸中央航路の距離は約2700m、羽田D滑走路と東京第一航路は約1700m）。

## 就航路線
2019年5月の発着枠の規制緩和と2025年3月の飛行経路の変更により、現在の発着枠上限は120便（60往復）/日となっている。
スカイマークが本空港を関西地方における拠点としている他、2019年の規制緩和により新規就航したフジドリームエアラインズも当空港を静岡空港と名古屋空港に次ぐ第3の拠点空港としている。

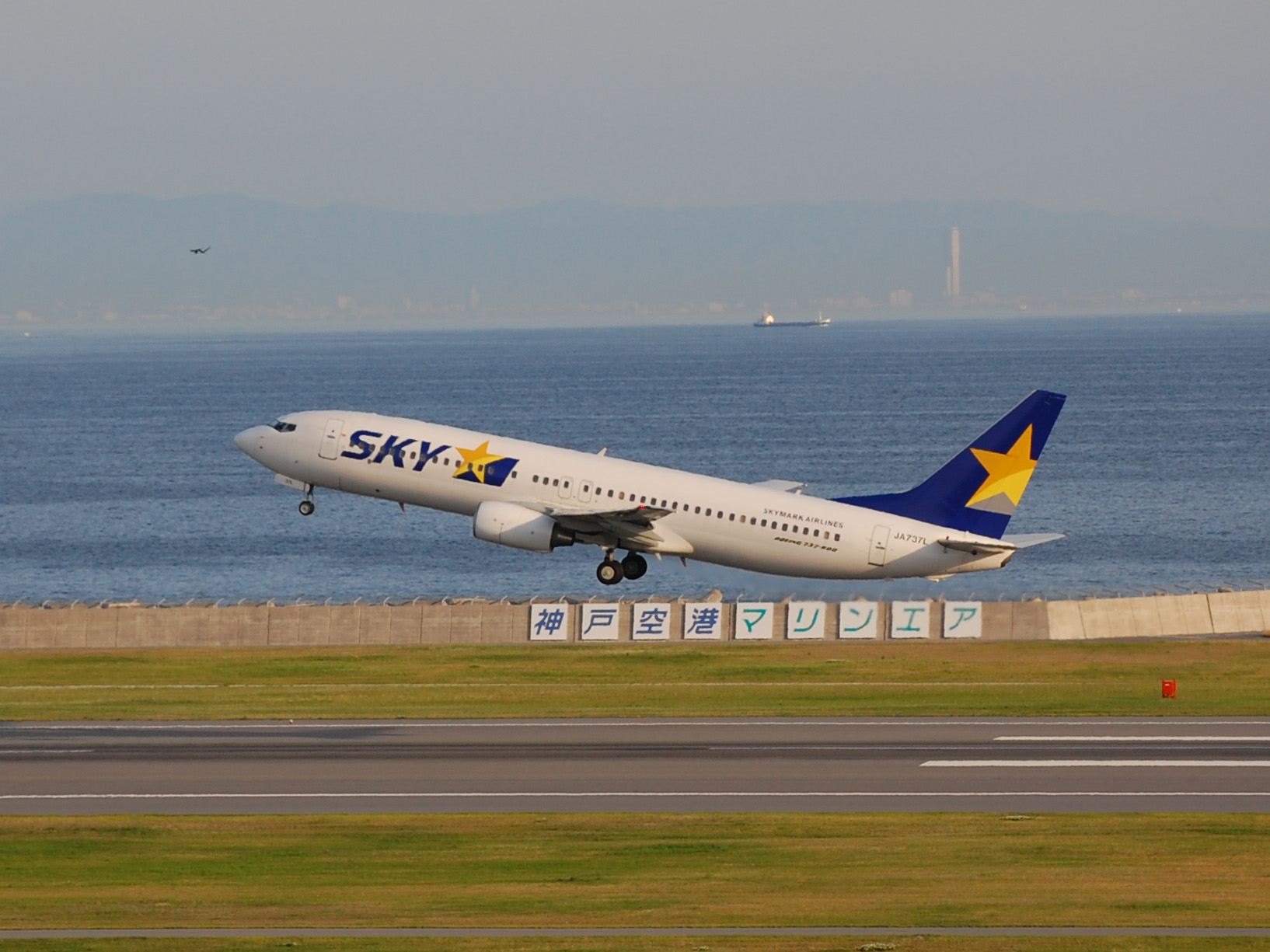
神戸空港を飛び立つスカイマークのボーイング737

太字は本空港を拠点としている航空会社。

### 国内線
| 航空会社                                     | 就航地 |
| -------------------------------------------- | --- |
| スカイマーク (SKY)                           | 【北海道地方】 札幌/新千歳 【東北地方】 仙台 【関東地方】 東京/羽田、茨城 【九州地方】 長崎、鹿児島 【沖縄地方】 沖縄/那覇、宮古/下地島 |
| フジドリームエアラインズ (FDA)               | 【東北地方】 青森（季節便）、花巻（季節便） 【中部地方】 松本                                                                           |
| 全日本空輸 (ANA) （ANAウイングス運航便含む） | 札幌/新千歳、東京/羽田 |
| AIRDO (ADO)                                  | 札幌/新千歳 |
| ソラシドエア (SNJ)                           | 沖縄/那覇 |
| トキエア(TOK)                                | 新潟 |

### 国際線
2025年4月18日に第2ターミナルビルが開業し、下記の国際定期チャーター便の就航が開始された。
| 航空会社               | 就航地                                                   |
| ---------------------- | -------------------------------------------------------- |
| 大韓航空 (KE)          | ソウル/仁川（定期チャーター便）                          |
| 吉祥航空 (HO)(SA)      | 南京、上海/浦東（定期チャーター便）                      |
| 中国東方航空(MU)       | 北京/大興（2025年9月28日より就航予定、定期チャーター便） |
| スターラックス航空(JX) | 台北/桃園、台中（定期チャーター便）                      |
| エバー航空(BR)         | 台北/桃園(定期チャーター便)                              |

### かつての就航路線
- 米子空港

以下の路線は神戸空港便としては休廃止となったが、大阪国際空港または関西国際空港には就航している路線
- 大阪国際空港
  - 旭川空港（繁忙期臨時増便運航）
  - 成田国際空港
  - 出雲空港
  - 福岡空港
  - 熊本空港
  - 石垣空港（夏季運航）
- 関西国際空港
  - 成田国際空港
  - 福岡空港
  - 石垣空港

| 行き先       | 旅客数   | 国内線順位 |
| ------------ | -------- | ---------- |
| 東京国際空港 | 約67万人 | 上位38位   |
| 那覇空港     | 約59万人 | 上位41位   |
| 新千歳空港   | 約52万人 | 上位46位   |

## 空港へのアクセス

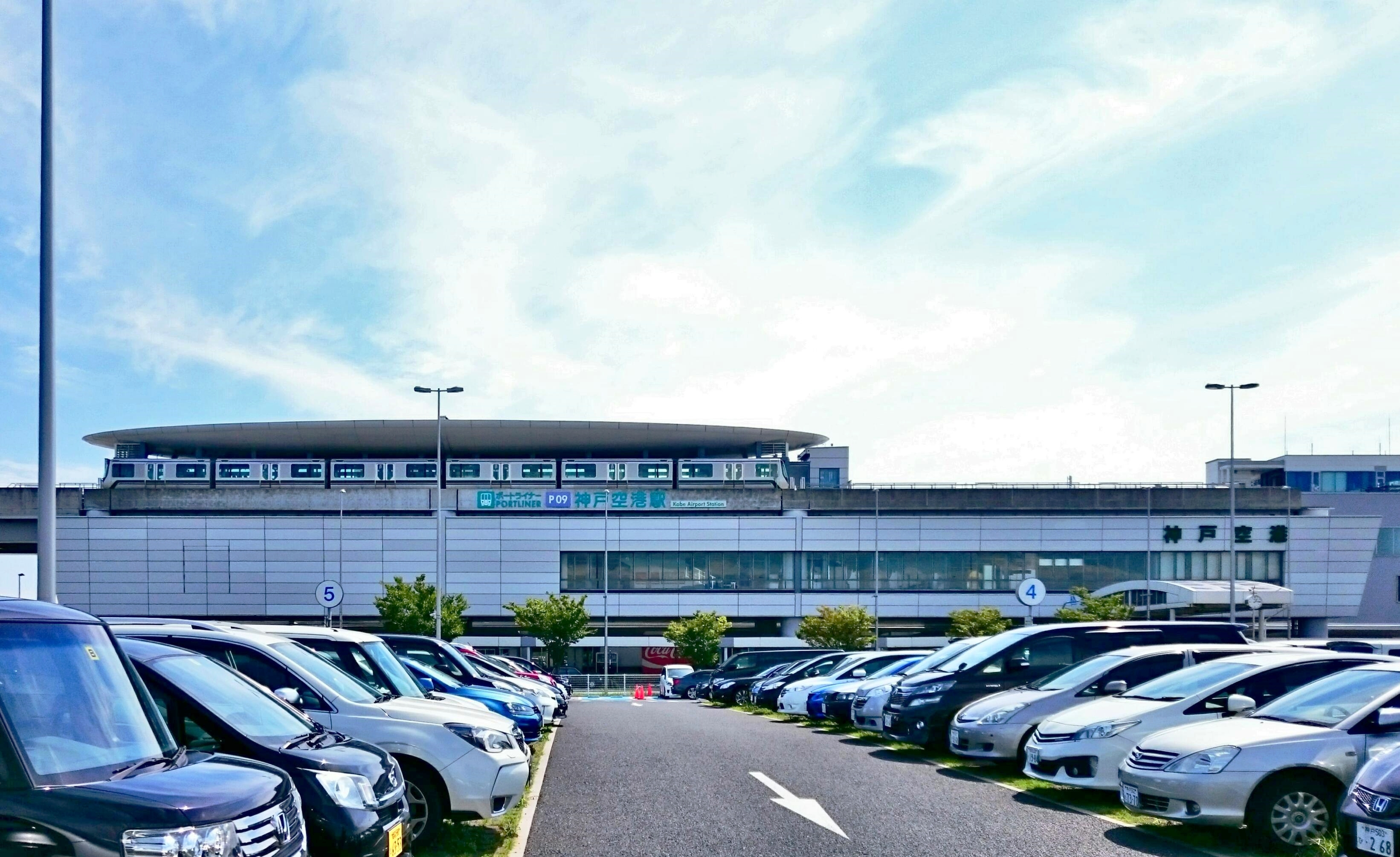
神戸空港駅ビル

神戸空港はポートアイランドの南沖に位置し、ポートアイランドとは神戸空港島連絡橋（神戸スカイブリッジ、無料）でつながる。市街地三宮から約7km、約15分の位置にあり交通の利便性が良い。これまで大阪国際空港や関西国際空港を利用していた姫路・加古川・高砂・明石・淡路・鳴門・徳島といった神戸以外の旅行客に対しても、その利便性の良さから利用が見込めるとする向きもある。
また、神戸スカイブリッジは鉄道と道路の併用橋であるほか、歩道が併設されているため、徒歩・自転車でのアクセスも可能である。

### 鉄道
神戸空港開業に先駆けてポートライナーが延伸され、三宮駅と神戸空港駅を18分で結んでいる。駅舎はターミナルビル2階と直結しており、改札口からそのまま出発ロビーへ入ることができる。三宮駅はJR神戸線、阪神本線、阪急神戸本線、神戸市営地下鉄西神・山手線、神戸市営地下鉄海岸線と接続しており、三宮駅から大阪駅には約20分、姫路駅には約40分、京都駅には約50分で向かうことができる。
- 神戸新交通ポートアイランド線（ポートライナー）
  - 神戸空港駅

### 船舶

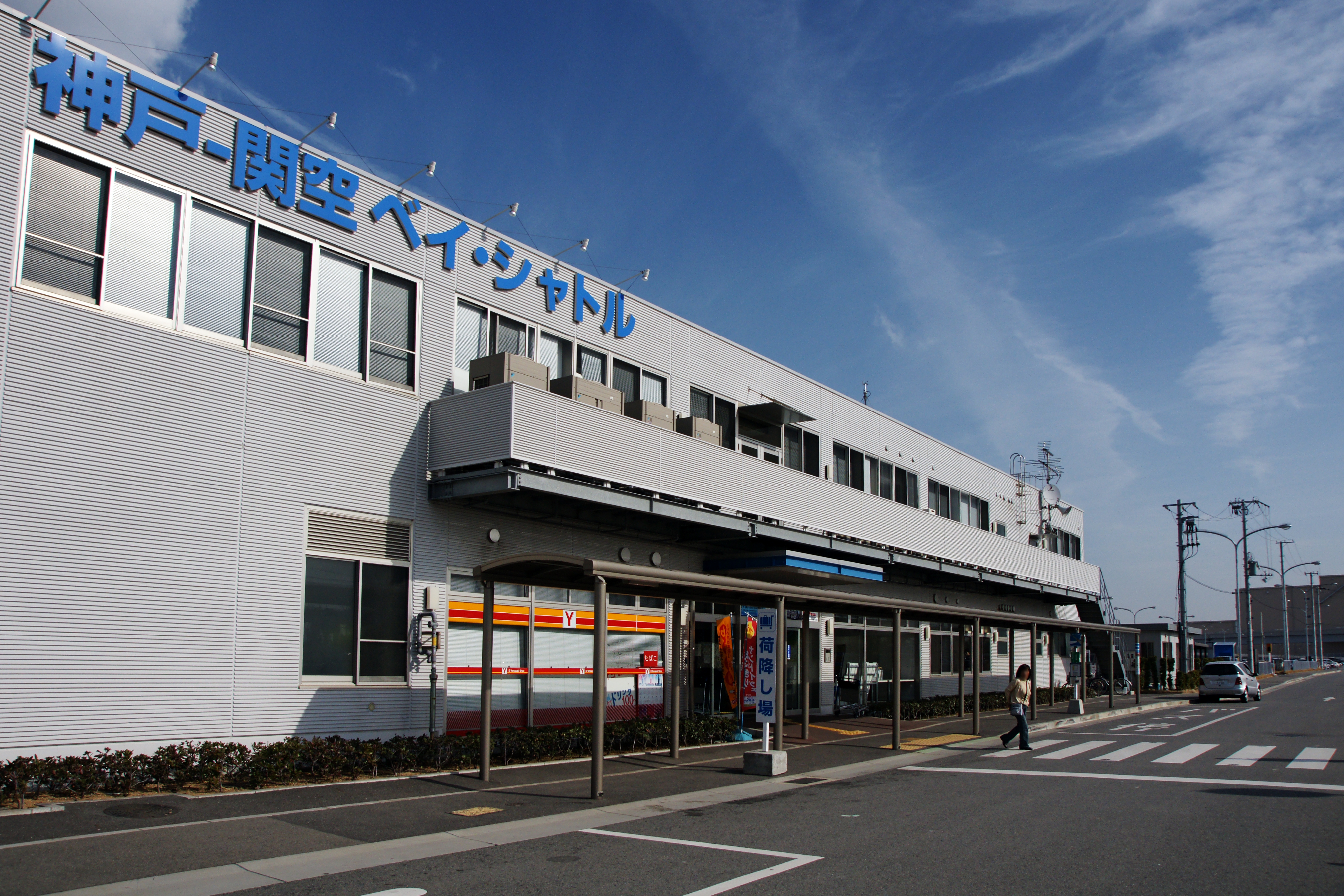
神戸-関空ベイ・シャトル乗り場

現在は神戸空港-関西国際空港間が運航されており、所要時間は約30分と他手段と比較して最も速い。両空港ともに連絡バスでターミナルビルと結ばれている。
- 神戸空港海上アクセスターミナル
  - 関西国際空港発着便 - 神戸-関空ベイ・シャトル（OMこうべ海上アクセス事業部が運航）

### バス

#### BRT

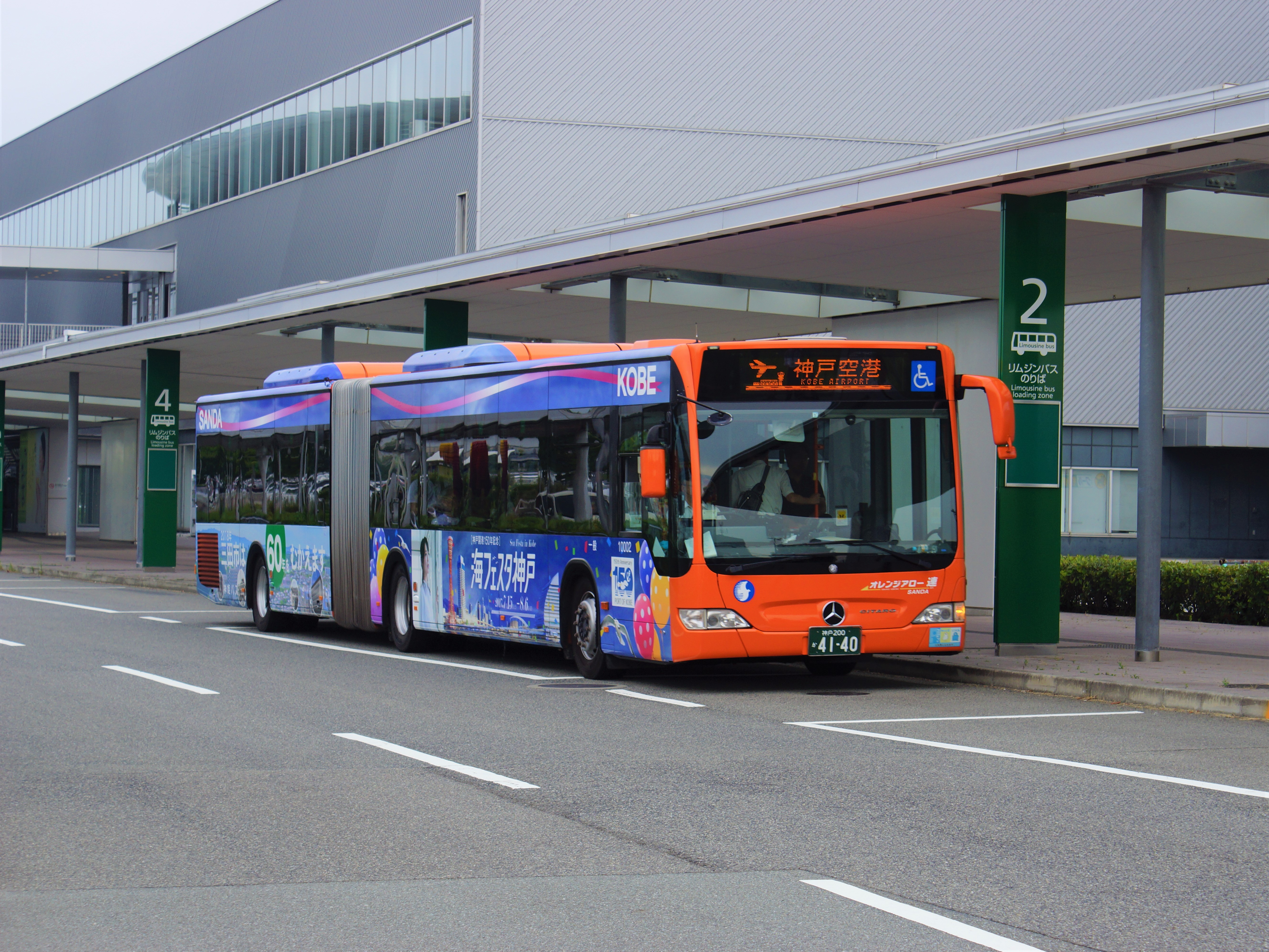
神戸空港に到着する連節バス

神戸市では新たな交通手段 (LRT・BRT) の導入を神戸空港への交通利便性向上などを図るため検討している。2017年7月には、社会実験の一環として三宮 - 神戸空港間で連節バス運行を実施し、BRT 導入の検討を行う。所要時間はポートライナーと同程度を想定し、料金は大人100円。
また、山陽新幹線とのアクセス強化のため、新神戸駅 - 神戸空港間でも連節バスを使用する BRT を導入する方針であり、早ければ2020年度には運行開始される予定。導入の際には専用レーンを設け、優先信号制御を行う本格的な BRT となり、白紙となっていた阪神高速32号新神戸トンネルを神戸港港島トンネルまで直結延伸する計画も進められており、神戸市が2022年度から延伸事業に着手する。導入までに数度社会実験を行いながら他路線も含めて検討が進められる。

#### リムジンバス
リムジンバスは、兵庫県内以外にも徳島方面からの高速バスなどが運行している。
- 山陽バス（2020年11月25日より三宮～神戸空港・海上AT間運行廃止）
  - 舞子高校線（垂水区方面～三宮～神戸空港・海上AT、1往復のみ）
    - 空港行の便は三宮→神戸空港→海上ATの順に停車し、空港発の便は神戸空港→海上AT→三宮の順に停車する。
- 西日本ジェイアールバス・本四海峡バス・ジェイアール四国バス共同運行
  - 阿波エクスプレス神戸号（徳島駅・鳴門方面～三宮・新神戸～神戸空港、新神戸駅までの区間利用可能）
- 西日本ジェイアールバス・本四海峡バス・神姫バス共同運行
  - かけはし洲本温泉号（三ノ宮洲本線）（洲本バスセンター・洲本温泉）
  - かけはしニジゲンノモリ神戸号（同上）（淡路ハイウェイオアシス（ニジゲンノモリ）経由洲本バスセンター）
  - 三ノ宮西浦線（高田屋嘉兵衛公園）
  - 三ノ宮福良線（福良）
- 神姫バス
  - 新神戸駅・三宮〜神戸空港
  - ユニバーサル・スタジオ・ジャパン〜神戸空港
- 大阪バス
  - 大阪駅〜神戸空港
- みなと観光バス
  - ユニバーサル・スタジオ・ジャパン〜六甲アイランド〜神戸空港

#### 路線バス
- 神姫バス
  - 神戸駅〜神戸空港
  - 特急38系統（三田駅・フラワータウン→新神戸・三宮→神戸空港、空港方面行きのみ）
  - 恵比須快速線（三木・恵比須駅方面→三宮→神戸空港・海上AT、空港方面行きのみ）
  - 有馬温泉～新神戸駅～三宮駅前～神戸空港（阪急バスと共同運行、神戸空港乗り入れは朝夕2往復のみ）
  - シティー・ループ（三宮・北野・ハーバーランド方面、朝は出発のみで、夜は到着のみ）

過去には、日本交通の神戸空港線（神戸空港 - 六甲アイランド - 大阪なんば（OCAT））、2007年4月1日休止）、全但バス・阪神電鉄バス（現・阪神バス）（2007年12月1日休止）、神姫バスの西脇急行線（2009年9月30日休止）、神姫バス・淡路交通共同運行3路線（2010年4月1日休止）などが乗り入れしていた。

### 道路
都心・三宮からは、神戸大橋または神戸港港島トンネルを利用してポートアイランドを経由し、神戸スカイブリッジによりアクセスする。阪神高速5号湾岸線の延伸計画では、ポートアイランドを経由する予定であり、2016年に国の直轄事業として新規事業化。タクシー利用者のために、2014年7月1日より、定額運賃タクシーの運行も開始されている
阪神高速道路
- 阪神高速3号神戸線
  - 生田川出入口（神戸港港島トンネル経由）
  - 京橋出入口（神戸大橋経由）
- 阪神高速5号湾岸線
  - ポートアイランド東出入口（予定）
  - ポートアイランド西出入口（予定）

ハーバーハイウェイ
- 新港ランプ

## インシデント
2009年9月に個人所有の軽飛行機が管制官の許可を受けないまま滑走路に進入した上、そのまま離陸するというインシデントがあったことが判明した。パイロットが許可を受けたと勘違いしたことが原因であると報道されている。国土交通省は問題の飛行機のパイロットを厳重注意としたが、「事故の危険性が少なかった」との理由で、翌2010年7月に新聞報道されるまで公表していなかった。

## 登場作品

### 映画
『ウルトラマンメビウス&ウルトラ兄弟』
開港前の当空港の滑走路や管制塔にてロケが行われた。また、初代ウルトラマンの人間体・ハヤタが空港長を務めている設定だった。
『BRAVE HEARTS 海猿』
誘導灯部分が登場。羽田空港の誘導灯として、海上保安庁の巡視船が近づく姿を撮影。

### 小説
『浜村渚の計算ノート 7さつめ 悪魔とポタージュスープ』
『黒い三角定規』のテロリストに追われる武藤たちが、楡小路ルイの手配で羽田空港行きの便に乗り込む。

## その他

### 被災地外広域搬送拠点
神戸空港は、首都圏に大規模な災害が発生した場合の「被災地外広域搬送拠点」の1つである。2006年（平成18年）9月1日の政府主催総合防災訓練において、神戸空港から自衛隊機C-1にて11医療チーム約55名の医療団が搭乗し、訓練会場である埼玉県入間基地で医療活動を行った後、広域搬送対象患者を収容のうえ、再びC-1輸送機で神戸空港に戻り指定病院へ搬送する訓練を行った。